# Alfa Romeo
Alfa Romeo è un'azienda italiana nota per la produzione di vetture dal carattere sportivo. Fondata il 24 giugno 1910 a Milano come A.L.F.A. (acronimo di "Anonima Lombarda Fabbrica Automobili"), nel 1918 cambiò nome in "Alfa Romeo" in seguito all'acquisizione del controllo della società da parte di Nicola Romeo. L'Alfa Romeo appartenne all'Istituto per la Ricostruzione Industriale (IRI) dal 1933 al 1986, quando poi fu venduta al gruppo Fiat, prima di diventare nel 2014 un marchio di Fiat Chrysler Automobiles e dal 2021 un marchio del gruppo Stellantis.
Durante la sua esistenza, la casa ha realizzato vetture da strada e auto concettuali  che hanno segnato la storia del design dell'industria automobilistica italiana. Dal punto di vista tecnologico l'Alfa Romeo è considerata tra le case più all'avanguardia del panorama automobilistico mondiale grazie alle innovazioni che hanno esordito sulle sue vetture.
Oltre alle autovetture, l'Alfa Romeo ha anche prodotto veicoli commerciali, materiale rotabile, mezzi pubblici, motori marini e aeronautici. All'inizio degli anni settanta, al culmine della capacità manifatturiera, la forza lavoro sfiorava i 29 000 dipendenti distribuiti nei tre stabilimenti produttivi dell'epoca (Portello, Arese e Pomigliano d'Arco).
La casa del Biscione ha partecipato con successo a differenti categorie di competizioni automobilistiche. Nel 1925 ha vinto il primo campionato del mondo di automobilismo organizzato nella storia, mentre nel 1950 e nel 1951 ha conquistato le prime due edizioni del Campionato mondiale di Formula 1. Nel 1975 e nel 1977 si è invece aggiudicata il Campionato del mondo sportprototipi. La Scuderia Ferrari ha esordito nelle competizioni a bordo di vetture Alfa Romeo.

## Storia

### L'ALFA e la nascita del marchio Alfa Romeo

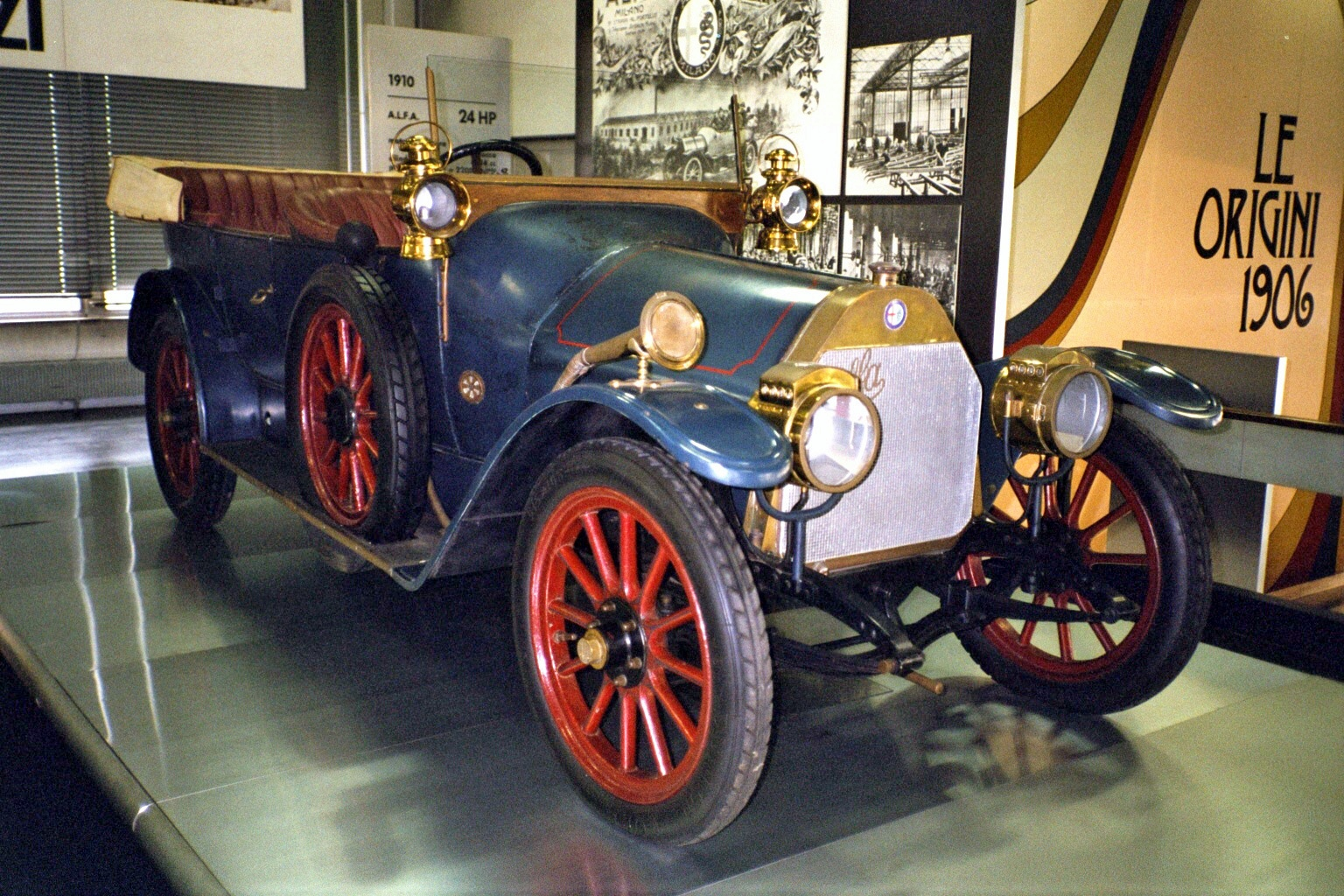
ALFA 24 HP carrozzata da Castagna

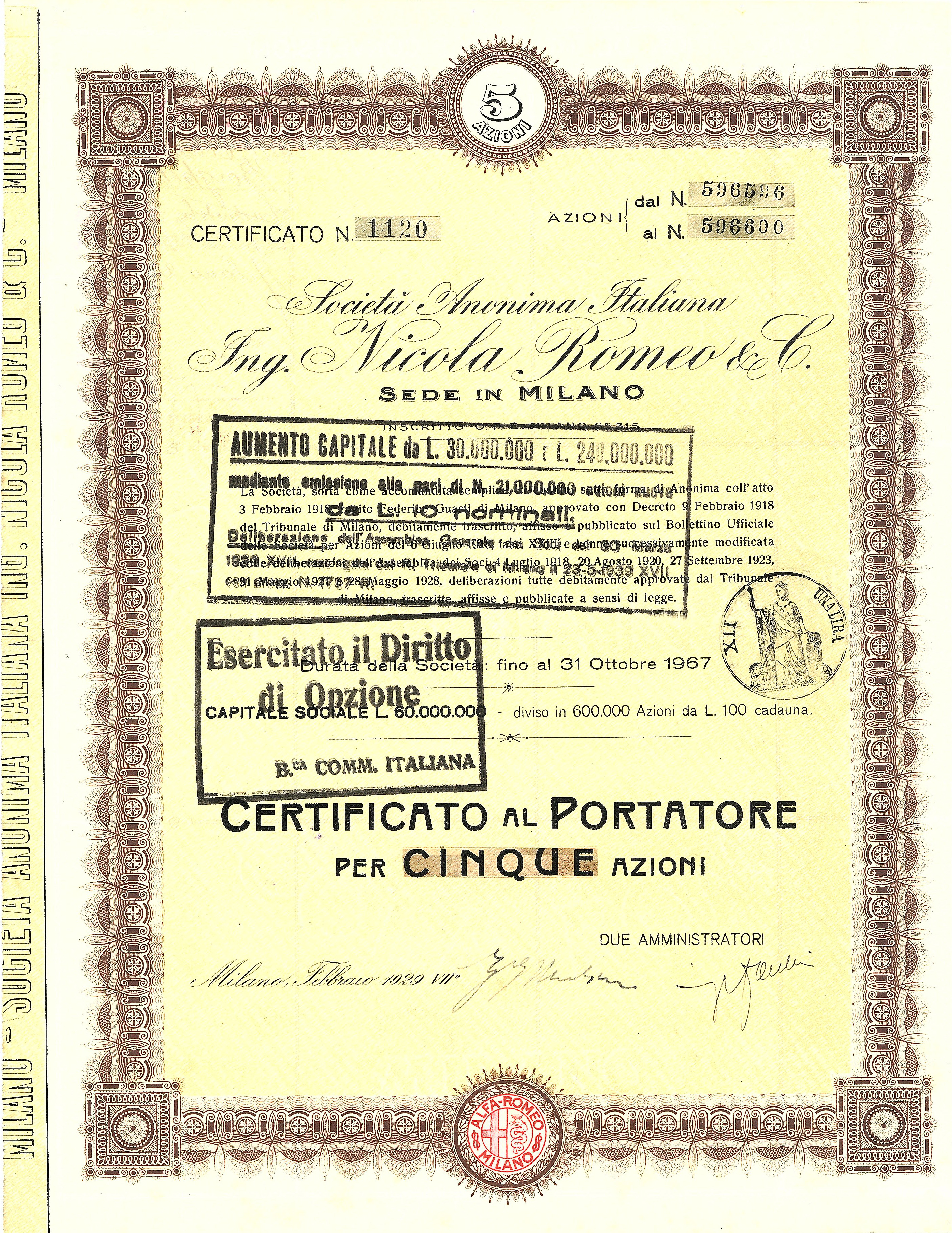
Certificato della Società Anonima Italiana Ing. Nicola Romeo & C. per 5 azioni da 100 lire ciascuna, emesso a Milano il 7 febbraio 1929.
La società fondata nel 1911 da Nicola Romeo fu trasformata in società per azioni dopo aver rilevato l'Anonima Lombarda Fabbrica Automobili nel 1918.

L'origine del marchio è collegata alla fondazione della Società Italiana Automobili Darracq, che nacque a Napoli il 6 aprile 1906. Questa azienda, che produceva su licenza alcuni modelli della casa madre francese, alla fine del 1906 fu trasferita a Milano con la realizzazione di uno stabilimento in zona Portello.
Le vendite si dimostrarono insufficienti ad assicurare la sopravvivenza dell'attività produttiva; alla fine del 1909 la società fu posta in liquidazione e venne rilevata da un gruppo di imprenditori lombardi il 24 giugno 1910, quando l'azienda mutò il nome in ALFA (acronimo di "Anonima Lombarda Fabbrica Automobili"). Già nel 1910 fu lanciato il primo modello di autovettura, l'ALFA 24 HP. Progettata da Giuseppe Merosi, la 24 HP ebbe buon successo e fu seguita da altri modelli.

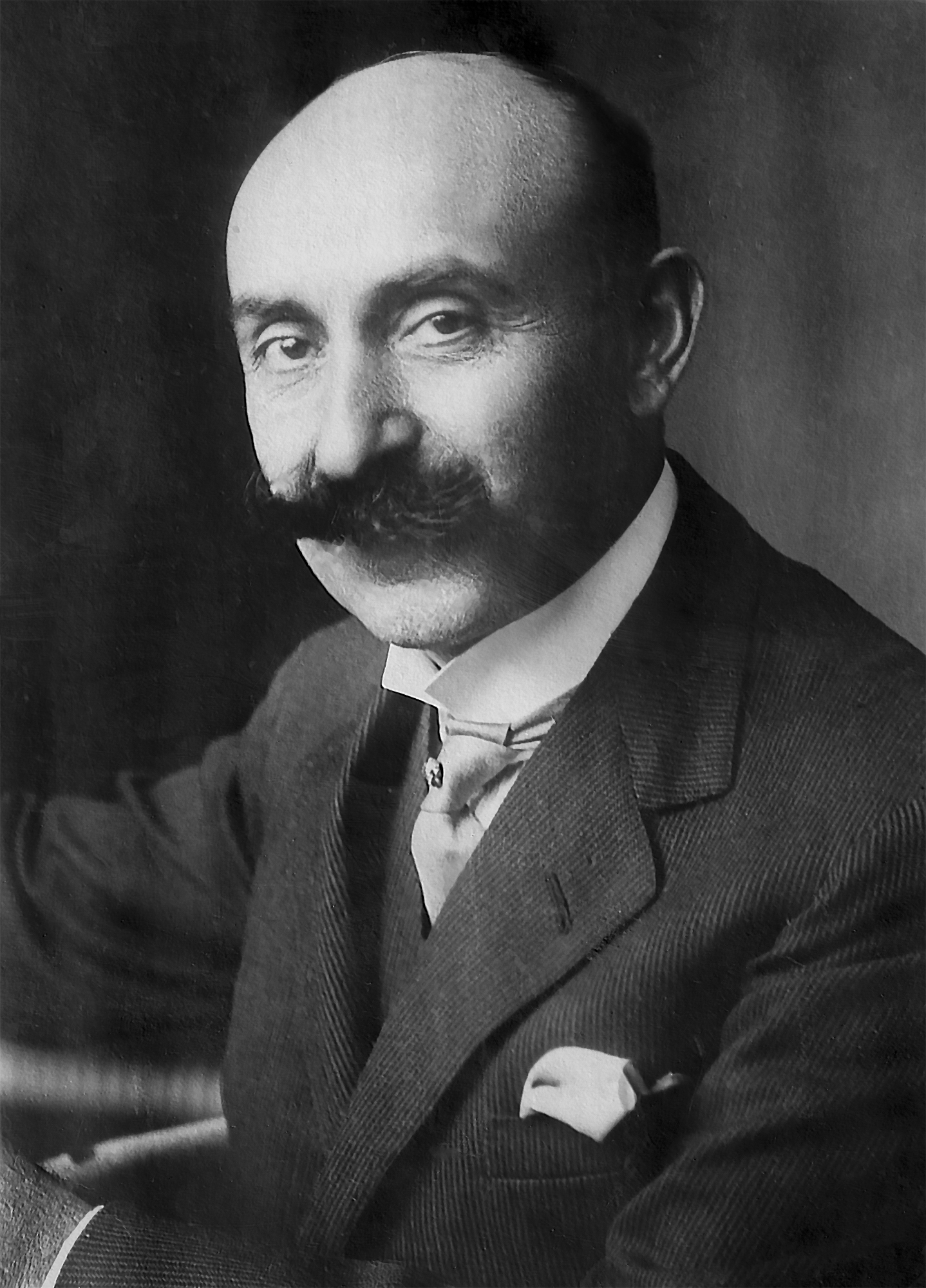
Nicola Romeo

Prima dell'entrata dell'Italia nella prima guerra mondiale, le vendite dell'ALFA aumentarono gradualmente, passando dagli 80 esemplari del 1911 ai 272 del 1914, per poi calare ai 207 del 1915. Con l'entrata in guerra dell'Italia (1915), la casa automobilistica entrò in crisi. poiché priva delle risorse necessarie per convertirsi alla produzione bellica.
La proprietà decise pertanto di vendere l'ALFA alla Banca Italiana di Sconto, che individuò l'acquirente in Nicola Romeo, un ingegnere meccanico di Sant'Antimo. Il 4 agosto 1915 Nicola Romeo divenne direttore dello stabilimento del Portello e nel corso di due anni il suo gruppo industriale acquisì il controllo della società, che si concentrò sulla fabbricazione di munizioni, motori aeronautici e attrezzature per miniera, interrompendo temporaneamente la produzione di autovetture. Terminata la guerra Romeo ritornò alla produzione di autovetture e ne modificò la denominazione in "Alfa Romeo". L'atto ufficiale di nascita dell'Alfa Romeo è datato 3 febbraio 1918. La commercializzazione della prebellica ALFA 15-20 HP ricominciò nel 1919. Nel 1920 venne lanciata l'Alfa Romeo 20-30 HP, il primo modello da strada a essere commercializzato con la nuova denominazione della società, ma gli affari peggiorarono a causa delle basse vendite dovute all'assenza quasi totale di una rete di concessionari e nella disorganizzazione della società, che iniziò a indebitarsi con le banche.

### Anni venti e trenta

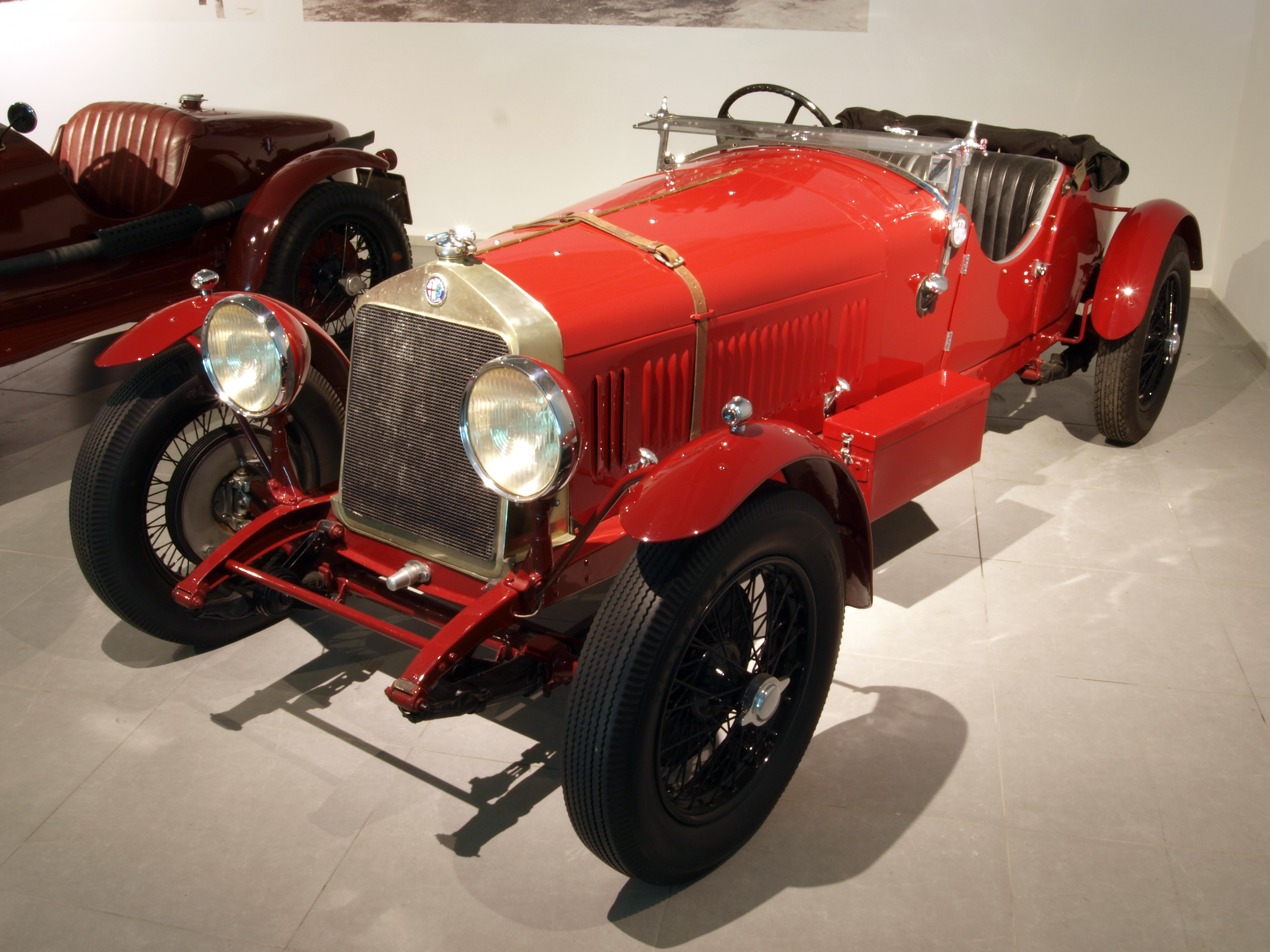
Alfa Romeo 6C 1500

La situazione finanziaria peggiorò con il fallimento nel 1921 della Banca Italiana di Sconto, che fu rilevata dalla Banca d'Italia attraverso la Banca Nazionale di Credito. La conseguenza fu che l'Alfa Romeo divenne di fatto controllata dallo Stato anche dal punto di vista amministrativo. Nel 1925 la Banca Nazionale di Credito estromise Romeo. L'appannamento del marchio fu mitigato dai successi nelle competizioni, e in particolare dal trionfo dell'Alfa Romeo P2 nel primo campionato del mondo di automobilismo organizzato nella storia (1925). Con Vittorio Jano alla guida tecnica della società, per l'Alfa Romeo iniziò un periodo di grandi successi sportivi e di avanzamenti tecnologici che avrebbero portato al rilancio dell'azienda. e alla fama internazionale. La situazione finanziaria continuò però a peggiorare e venne ventilata l'ipotesi di chiusura. Intervenne però Benito Mussolini: poiché riteneva che le vittorie dell'Alfa Romeo dessero prestigio all'Italia decise di evitarne la chiusura.
Nonostante i successi sportivi, la situazione finanziaria dell'Alfa Romeo continuò a essere critica, anche per la grande crisi economica del 1929. Nel 1933 il governo decise di rilevare le quote dell'Alfa Romeo possedute dalle banche acquisendo ufficialmente il controllo dell'azienda che diventò pertanto statale. Mussolini decise, attraverso l'IRI, di andare contro l'opinione di alcuni membri del governo che propendevano per la chiusura e diede a Ugo Gobbato l'incarico di riorganizzare l'Alfa Romeo da un punto di vista sia finanziario che produttivo.

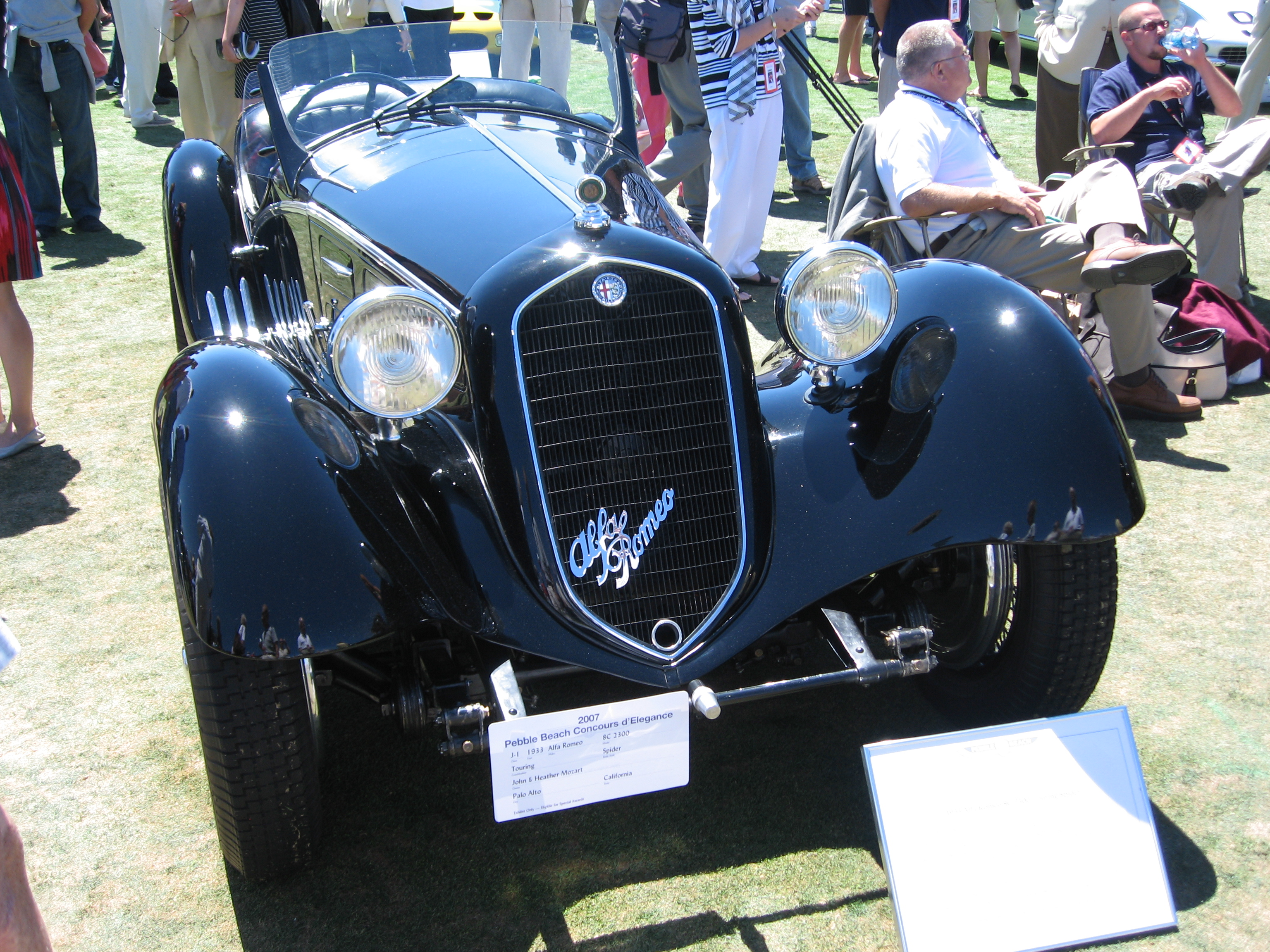
Alfa Romeo 8C 2300

Il salvataggio dell'Alfa Romeo fu ottenuto grazie al lavoro compiuto da Jano e Gobbato e gli anni precedenti la seconda guerra mondiale furono caratterizzati da modelli potenti, contraddistinti da una linea elegante. In particolare, i tre modelli che negli anni trenta fecero dell'Alfa Romeo un marchio famoso in tutto il mondo anche per le auto da strada furono la 6C 1500, l'8C 2300 e la 8C 2900. Questa fama mondiale si consolidò grazie anche alle gare e ai piloti che ottennero successi rilevanti. Nel 1933 Gobbato ritirò l'Alfa Romeo dalla partecipazione diretta alle competizioni, cedendo le sue vetture alla Scuderia Ferrari.

### Anni quaranta e cinquanta
Con l'avvicinarsi della seconda guerra mondiale, la produzione dell'Alfa Romeo fu orientata verso l'assemblaggio di motori aeronautici e autocarri, che sarebbero stati più utili all'Italia in caso di conflitto armato. La produzione aeronautica negli anni precedenti alla guerra arrivò a generare quasi l'80% del fatturato dell'Alfa Romeo. Durante il conflitto, gli stabilimenti dell'Alfa Romeo furono bombardati più volte fino a causarne la chiusura: nel 1943 Pomigliano d'Arco (aperto nel 1938) e nel 1944 il Portello.

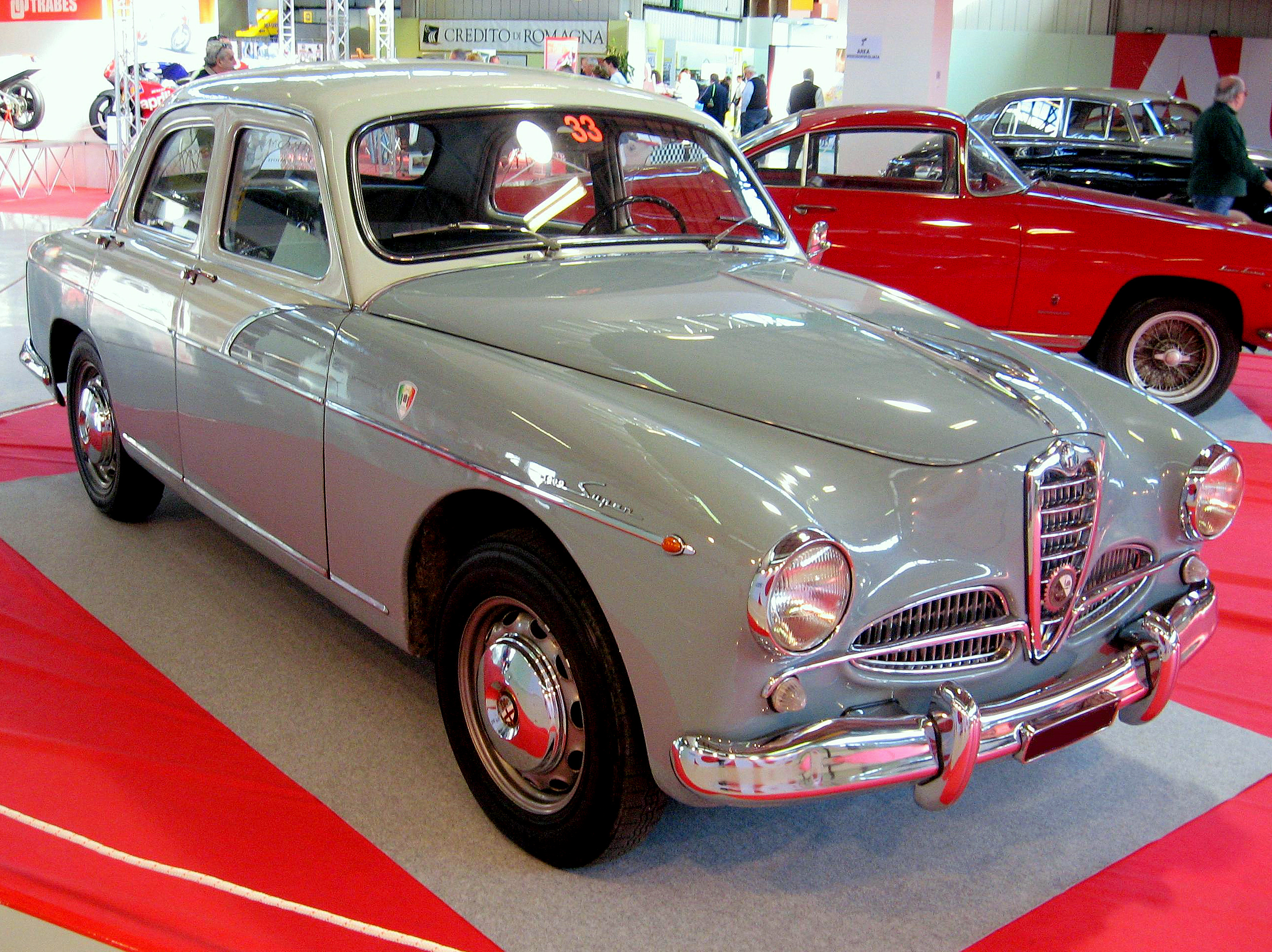
Alfa Romeo 1900

Nel 1945 l'Alfa Romeo ritornò alla tradizionale attività di produzione di automobili con l'assemblaggio della prebellica 6C 2500. Nel 1946 fu nominato responsabile tecnico Orazio Satta Puliga, il cui contributo (in sinergia con Giuseppe Luraghi presidente di Finmeccanica, la finanziaria dell'IRI proprietaria dell'Alfa Romeo) si sarebbe rivelato decisivo per la trasformazione dell'Alfa Romeo in una casa automobilistica produttrice di autovetture di ampia diffusione.
La nuova 1900 debuttò nel 1950 e fu decisiva per risollevare le sorti dell'azienda. I costi di produzione vennero ridotti grazie all'introduzione anche al Portello, nel 1952, della catena di montaggio. Con la 1900, l'Alfa Romeo passò da casa automobilistica che assemblava modelli di lusso, a livello quasi artigianale, a marchio che produceva industrialmente, con l'abbattimento dei costi di produzione. Dallo stabilimento del Portello uscirono migliaia di veicoli l'anno mentre in precedenza la produzione si attestava al massimo a mille vetture annue. La crescita fu costante: dalle 6.104 vetture assemblate nel 1955, la capacità produttiva dello stabilimento raggiunse, nel 1960, le 57.870 unità.
La nuova vettura destinata alla media borghesia, in un mercato automobilistico italiano che nella seconda parte degli anni cinquanta si era pienamente ripreso dalla crisi postbellica, fu la Giulietta, cioè un modello di minori dimensioni, meno costoso e costruttivamente più semplice della 1900. La vettura ebbe un successo senza precedenti e si guadagnò il soprannome di "fidanzata d'Italia". Grazie al lancio della 1900 e della Giulietta, le vendite dell'Alfa Romeo ebbero un cospicuo incremento, e ciò consentì la salvezza del marchio.

### Anni sessanta e settanta

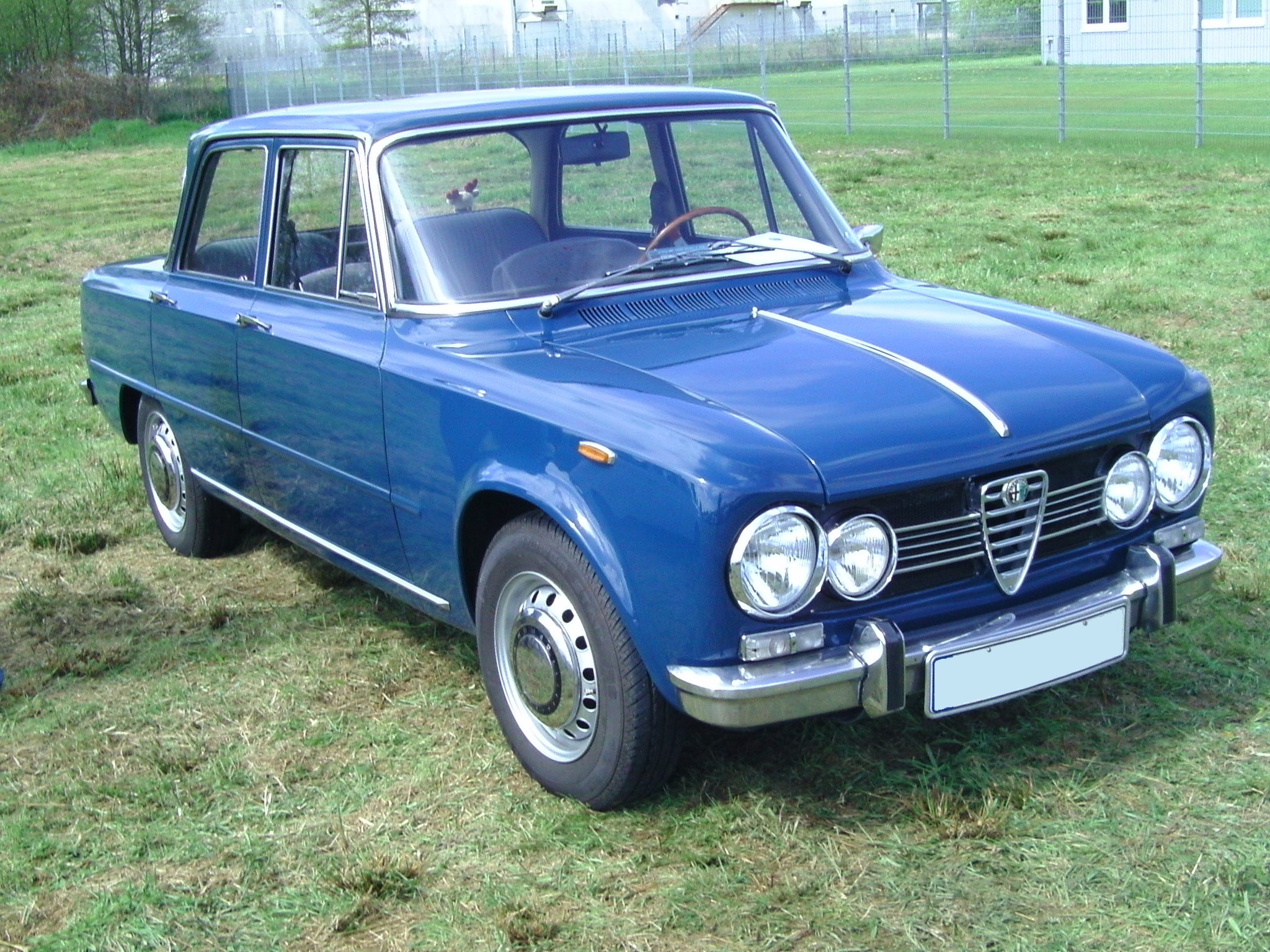
Alfa Romeo Giulia

Nel 1960 Luraghi diventò presidente e tornò così a occuparsi della casa automobilistica del Biscione dopo un'esperienza alla Lanerossi. Il modello che sostituì la Giulietta, la Giulia, venne introdotta sui mercati nel giugno del 1962, e negli anni seguenti furono lanciate sul mercato molte varianti che completarono la gamma del modello anche con versioni spiccatamente sportive come la Giulia GT.
Per completare la gamma, l'Alfa Romeo decise poi di lanciare sui mercati anche un modello spider: il Duetto, che debuttò nel marzo del 1966. La vettura ebbe un notevole successo che oltrepassò i confini nazionali arrivando fino agli Stati Uniti. In questi anni l'Alfa Romeo, all'apogeo della fama, introdusse un'altra vettura che passò alla storia e che fu prodotta in un numero ristretto di esemplari, la 33 Stradale. Di questi anni fu anche l'inaugurazione del Centro Sperimentale, una pista di collaudo a Balocco.

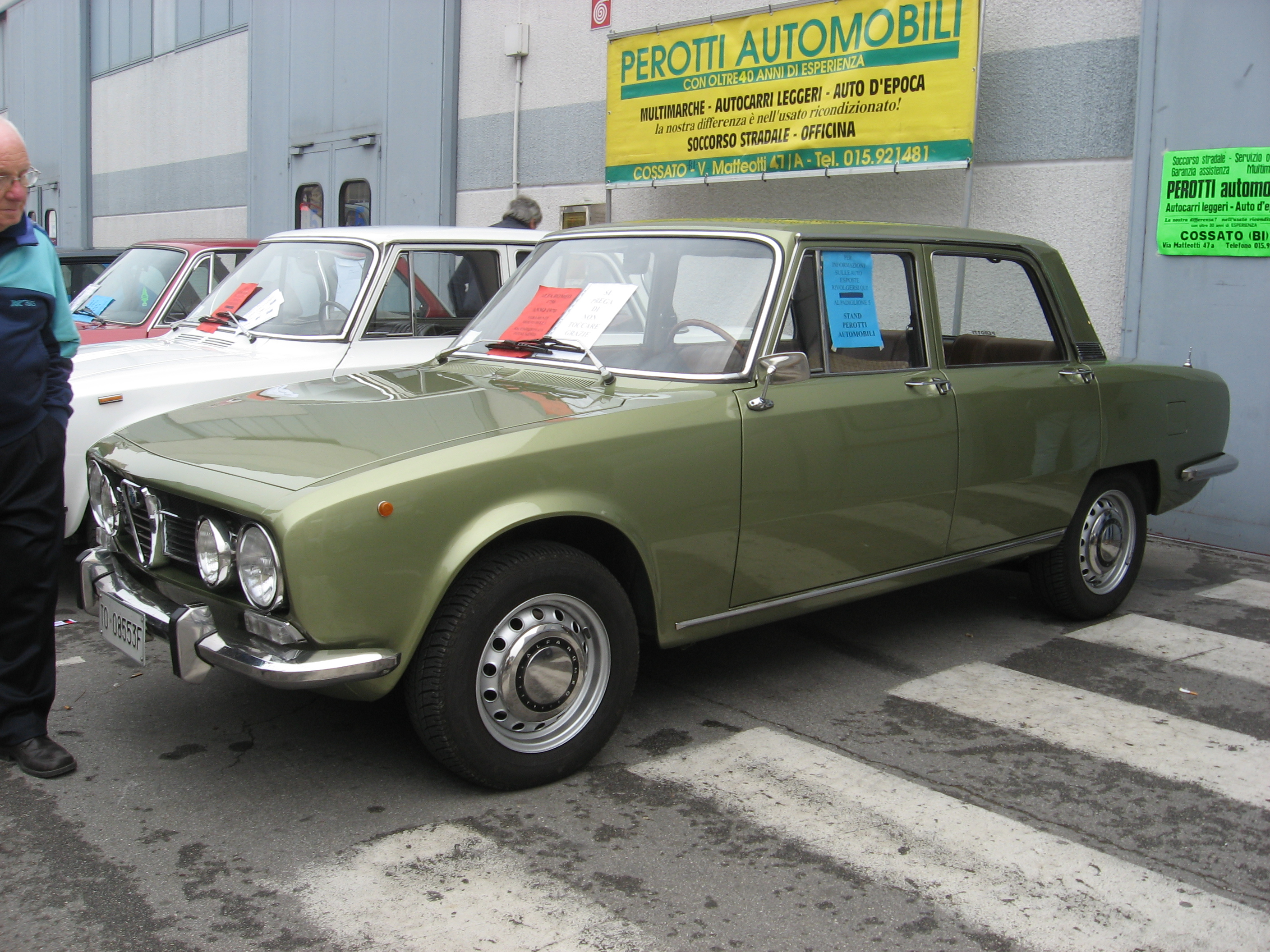
1750 Berlina

Nel 1968 apparvero sul mercato i modelli di fascia alta delle Alfa Romeo 1750/2000 Berlina che ebbero un buon successo  e rimasero in produzione fino al 1977.
Nel 1972 fece il suo esordio l'Alfasud, cioè un modello medio-piccolo che segnò l'ingresso della casa del Biscione in questo segmento; fu la prima Alfa Romeo a trazione anteriore e fu il primo modello della casa del Biscione a installare il motore boxer Alfa Romeo.
All'Alfasud, che ebbe un buon successo commerciale, sempre nel 1972 fu affiancata l'Alfetta, una berlina di fascia medio-alta. con una meccanica completamente nuova. Tuttavia gli anni settanta non continuarono a essere fortunati riguardo alla produzione di serie, soprattutto a causa della crisi petrolifera del 1973 che colpì pesantemente il comparto dell'auto. Le vendite di autovetture registrarono infatti un calo a causa del rapido e vertiginoso aumento del prezzo dei carburanti. Per quanto riguarda i nuovi modelli, la Giulia fu sostituita nel 1977 dalla nuova Giulietta e, poco più tardi, venne introdotta la nuova ammiraglia, l'Alfa 6 (1979), che si rivelò un flop commerciale.

Alfa Romeo Alfetta

### Anni ottanta e novanta

Alfa Romeo Arna

Il periodo compreso tra la fine degli anni settanta e l'inizio degli anni ottanta fu caratterizzato dalla presenza, nella gamma Alfa Romeo, di modelli obsoleti che non vennero sostituiti da vetture nuove all'altezza del prestigio del marchio. Era lacunosa anche la fattura dei modelli, per l'assemblaggio poco curato e per la scarsa qualità dei materiali. Un temporaneo miglioramento si ebbe con il lancio, nel 1983, del modello che sostituiva l'Alfasud, la 33, che ebbe un ottimo riscontro commerciale. Al contrario l'Arna, sempre del 1983 e frutto di una joint venture con la Nissan, fu un clamoroso fallimento commerciale. Con questo modello, il prestigio dell'Alfa Romeo raggiunse probabilmente il punto più basso nella sua storia.
A questo punto l'Alfa Romeo, priva della liquidità necessaria per rinnovare la gamma, lanciò sul mercato una nuova ammiraglia basata sui modelli precedenti, la 90 (1984). Anche la 75 (1985) fu l'ennesimo frutto della strategia di derivare i nuovi modelli da vetture precedenti; ebbe un buon successo e fu il primo modello a montare il nuovo motore Twin Spark. I conti tuttavia rimasero in rosso per gli alti costi di produzione; ad esempio, all'inizio degli anni ottanta, l'Alfa Romeo per assemblare un'Alfetta spendeva una cifra tripla rispetto al prezzo a cui il modello era poi venduto al pubblico. Così il presidente dell'IRI, Romano Prodi, decise di vendere la casa automobilistica a un gruppo privato. Nel 1986, dopo un'accesa battaglia con la Ford, il gruppo Fiat acquisì l'Alfa Romeo grazie all'intervento dello stesso Prodi. Nel 1987 venne introdotta la 164, un'ammiraglia sviluppata sulla stessa base della Lancia Thema che rappresentò una pietra miliare nella storia della casa, dato che fu il primo modello Alfa Romeo di questo segmento a trazione anteriore. La coupé in serie limitata SZ e la roadster RZ furono i primi modelli interamente concepiti sotto la guida del gruppo Fiat, pur mantenendo architetture meccaniche derivanti dalla base Alfetta.

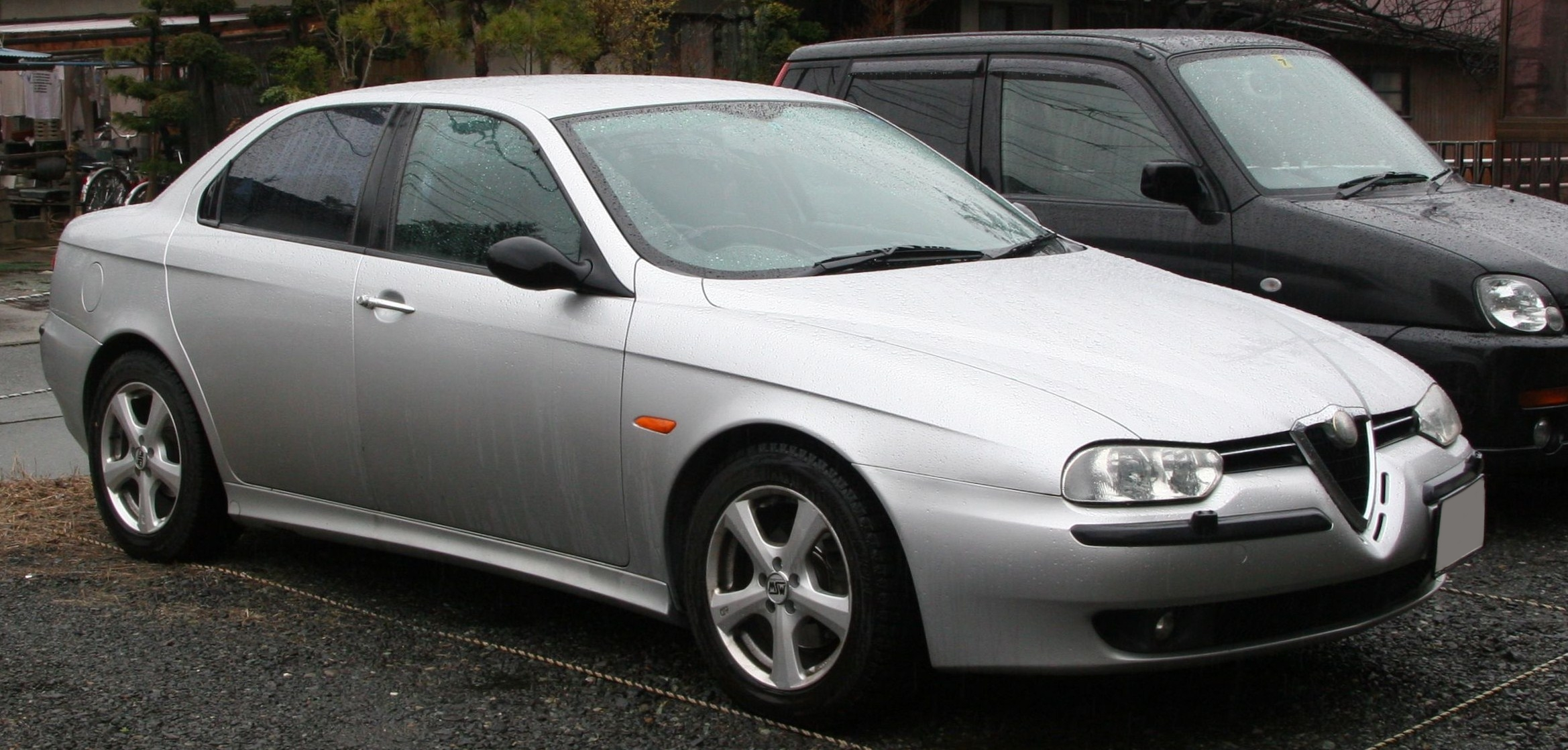
Alfa Romeo 156

Con la 155 (1992) la nuova proprietà unificò progressivamente la meccanica dei modelli Alfa Romeo e di quelli FIAT con l'obiettivo di contenere i costi. Poco dopo furono lanciati i due modelli che sostituirono la 33, la 145 e la 146, che debuttarono, rispettivamente, nel 1994 e nel 1995. L'anno di svolta fu il 1997, grazie al lancio della 156 che segnò, con la sua linea sportiva e innovativa, il design automobilistico ed ebbe subito un successo notevole, tant'è che vinse, nel 1998, il prestigioso premio di Auto dell'anno. Nel 1998 terminò la produzione della 164, che cedette il posto alla nuova ammiraglia 166.

### Anni duemila e duemiladieci

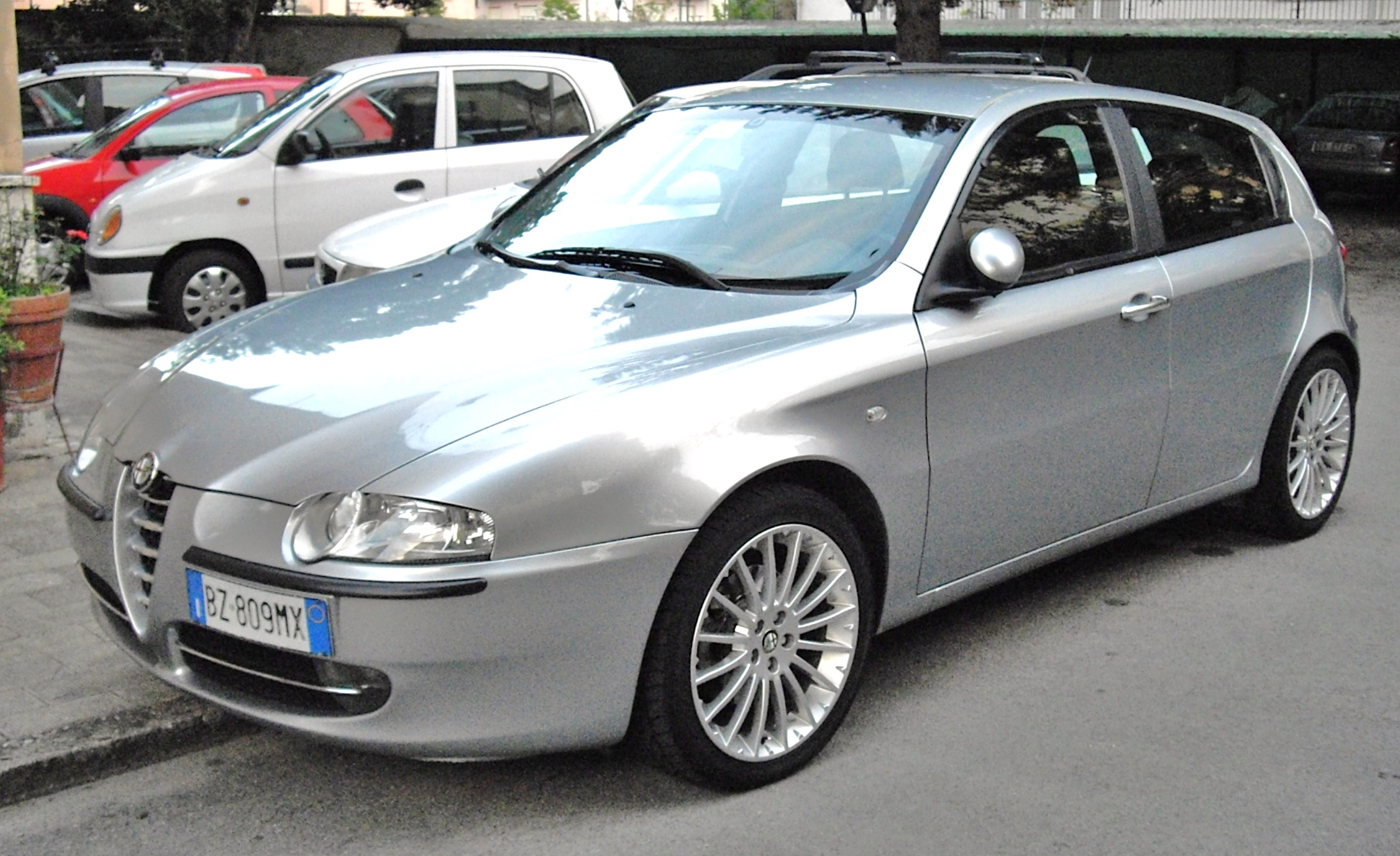
Alfa Romeo 147

Il nuovo millennio iniziò per la casa del Biscione sotto ottime prospettive. Il modello introdotto nel 2000, la compatta 147, ebbe infatti un grande successo tra il pubblico e ottenne il premio Volante d'Oro nel 2000 e il titolo di Auto dell'anno nel 2001. Nel 2003 avvenne la presentazione del modello GT, che l'anno successivo vinse il premio di "Automobile più bella del mondo".
Nel 2005 debuttò la 159, ovvero il modello di gamma medio-alta che sostituì la 156. La vettura venne realizzata in collaborazione con il gruppo General Motors; il pianale, infatti, era frutto di cooperazione con il marchio Opel. Nel 2006 viene presentata la coupé Brera, nata dopo il successo del prototipo realizzato da Giugiaro presentato al Salone di Ginevra 2002 e costruita sulla base del pianale della 159 accorciato. 

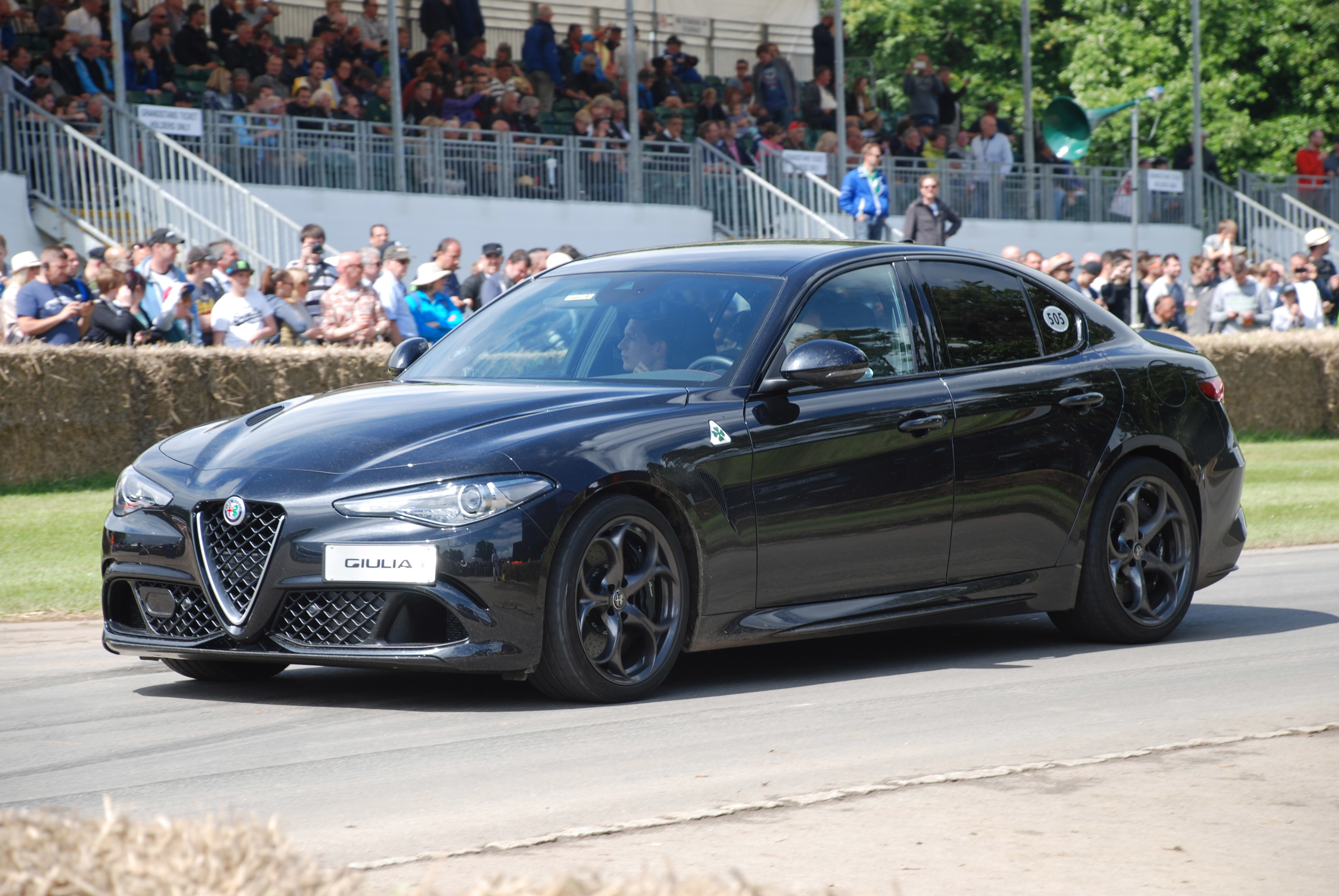
Alfa Romeo Giulia Quadrifoglio

Il 2007 vide il debutto della supersportiva 8C Competizione, le cui forme vennero suggerite dalla 33 Stradale. Venne commercializzata in serie limitata e i 500 esemplari previsti furono tutti venduti appena introdotti sul mercato. Era dotata di un motore V8 Maserati Squadra Corse da 4,7 l e 450 CV, che era assemblato dalla Ferrari e derivava dal propulsore montato sulla Maserati 4200 GT. L'8C Competizione segnò il ritorno della casa del Biscione alla trazione posteriore. La vettura ebbe un ottimo successo e per tale motivo il gruppo Fiat decise di realizzarne anche una versione spider, che entrò in produzione nel 2009.
Nel giugno 2008 è avvenuto invece il lancio commerciale della compatta MiTo, concepita per incrementare le vendite estendendo la gamma verso il basso.
Nel 2010, in occasione del centenario di fondazione della casa, l'Alfa Romeo ha presentato il modello che ha sostituito la 147, la Giulietta. Nel 2013 è entrata invece in produzione la 4C. Il 6 maggio 2014 è stato presentato da Sergio Marchionne il piano industriale del marchio fino al 2018. Il 24 giugno 2015, in occasione del 105º anniversario di fondazione della casa, è stata presentata la Giulia nella versione sportiva Quadrifoglio al museo storico Alfa Romeo. Questa vettura segna il ritorno delle berline Alfa Romeo alla trazione posteriore dai tempi della 75. Il 16 novembre 2016 è avvenuta la presentazione del primo SUV prodotto dalla casa, denominato Stelvio, che condivide pianale e motorizzazioni con la Giulia.

### Anni duemilaventi
L'8 febbraio 2022 viene presentato in anteprima mondiale il primo modello disponibile con motorizzazione ibrida nonché secondo SUV prodotto dalla casa, denominato Tonale.
Il 10 aprile 2024 è stato presentato un nuovo modello per il segmento dei B-Suv, con motorizzazione ibrida mild-hybrid o elettrica, dapprima denominato Milano e successivamente ribattezzato Junior, a seguito di una possibile violazione della normativa sull'italian sounding manifestata dal Ministero delle imprese e del made in Italy.

## Storia del marchio di fabbrica
La casa automobilistica del Biscione non ha mai modificato radicalmente il proprio marchio. Sin dalla nascita l'Alfa Romeo ha scelto come emblema un logo circolare suddiviso verticalmente in due parti. Sul settore sinistro è presente lo stemma di Milano, la croce rossa in campo bianco (simbolo medievale del comune), mentre sul lato destro è raffigurato il serpente visconteo (il "Biscione"). Le uniche modifiche hanno riguardato il settore circolare esterno:
- Nel primo logo dell'azienda, che fu abbozzato da Giuseppe Merosi nel 1910,[5] erano presenti le scritte Alfa e Milano divise da due nodi sabaudi in omaggio alla Casa regnante italiana.[105]
- Nel 1919, dopo l'acquisizione del controllo dell'azienda da parte di Nicola Romeo, è stata inserita la dicitura Romeo.[105]
- Nel 1925 è stata aggiunta una corona d'alloro in ricordo della vittoria dell'Alfa Romeo P2 al primo campionato del mondo di automobilismo organizzato nella storia.[105]
- Nel 1946, dopo la vittoria della Repubblica al referendum del 2 giugno, sono state inserite due linee ondulate in sostituzione dei nodi sabaudi,[105] utilizzando come materiale di base una lamiera rossa.[106]
- Nel 1950 il marchio è ritornato all'ottone smaltato.[106]
- Nel 1972, con la conversione dello stabilimento Alfasud di Pomigliano d'Arco alla produzione automobilistica, vengono eliminate dal marchio la scritta Milano, le linee ondulate e il trattino che separa Alfa e Romeo, dando quindi al marchio un aspetto più "moderno" (restyling di Pino Tovaglia);.[105][107] la scritta è ancora in bianco.[106]
- Nel 1982 è abbandonata la corona d'alloro e il logo ha lo sfondo dorato (smalto su ottone), compresa la scritta.[106]
- Nel 2015, in occasione del 105º anniversario della fondazione dell'Alfa Romeo e della presentazione della nuova Giulia, il logo viene rinnovato. Scompare la bipartizione verticale: lo stemma di Milano e il Biscione ingollante si abbracciano ora su un unico sfondo con effetto fibra di carbonio bianco; i dettagli dorati diventano argentei, l'uomo che esce dalla bocca del Biscione è anch'esso argenteo, la scritta Alfa Romeo è rinnovata nel carattere, la cornice blu è più scura. Il restyling è stato curato da Robilant & Associati, che aveva già ridisegnato i loghi di FIAT e Lancia, e aveva concepito il marchio di FCA.[108]

## Produzione

### Stabilimenti in Italia

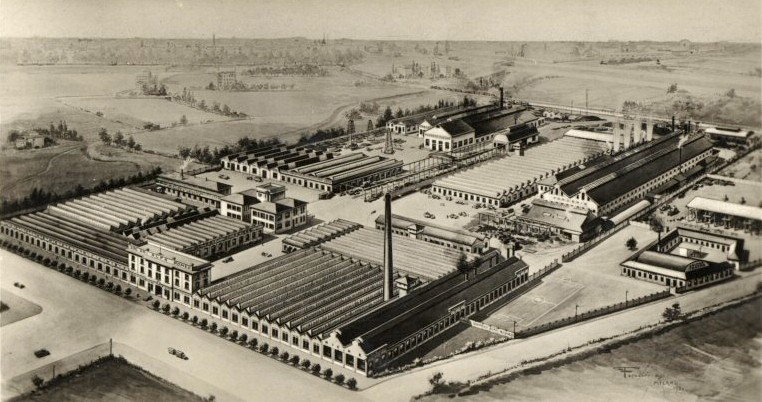
Lo stabilimento Alfa Romeo del Portello in un disegno degli anni trenta

In Italia i siti produttivi strettamente legati al marchio Alfa Romeo sono stati quattro. Il primo, che venne aperto a Milano nel quartiere del Portello, nacque agli albori della storia della casa del Biscione. Tale fabbrica fu impiantata nel 1906, in occasione del trasferimento della Darracq da Napoli a Milano e fu chiusa nel 1986, quando l'ultimo operaio dell'impianto venne trasferito ad Arese. Le ultime strutture dello stabilimento sono state demolite nel 2004.
Il secondo sito produttivo ad essere attivato fu quello di Pomigliano d'Arco. I lavori di costruzione iniziarono nel 1938 con l'obiettivo di destinare il nuovo sito produttivo alla progettazione e all'assemblaggio di motori aeronautici. Con la finalità di favorire l'occupazione delle regioni del Sud Italia, negli anni sessanta Giuseppe Luraghi decise di convertire lo stabilimento in un sito produttivo di automobili. La prima vettura Alfa Romeo prodotta a Pomigliano d'Arco fu l'Alfasud, il cui assemblaggio iniziò nel 1972. La penultima in ordine cronologico è stata invece la 159, che è stata prodotta fino al 2011. A partire dal dicembre dello stesso anno nello stabilimento è iniziato l'assemblaggio della Fiat Panda. Nel 2008 tale stabilimento è stato intitolato a Giambattista Vico.
Il terzo sito produttivo costruito in ordine di tempo dall'Alfa Romeo fu quello di Arese, inaugurato nel 1963. La fabbrica di Arese toccò l'apice della produzione negli anni settanta e ottanta, poi venne progressivamente ridimensionata per poi essere chiusa nel 2005.
L'ultimo stabilimento aperto dall'Alfa Romeo in Italia è stato quello di Pratola Serra, inaugurato nel 1981 per l'assemblaggio dell'Arna e successivamente destinato dal gruppo Fiat alla produzione di motori.
I modelli Alfa Romeo commercializzati in seguito alla uscita di produzione della 159 non sono stati più assemblati in fabbriche collegate specificamente al marchio del Biscione. Infatti la 8C Competizione è stata prodotta a Modena nello stabilimento della Maserati, ovvero nello stesso impianto dov'è stata assemblata la 4C, la MiTo è stata fabbricata nello stabilimento Fiat di Mirafiori (Torino), mentre la Giulietta è stata prodotta fino a dicembre 2020 nello stabilimento Fiat di Cassino, dove attualmente vengono assemblate la Giulia e la Stelvio.
Dal primo semestre 2022 la Tonale viene prodotta nello stabilimento Alfa Romeo di Pomigliano d'Arco.

### Occupazione in Italia

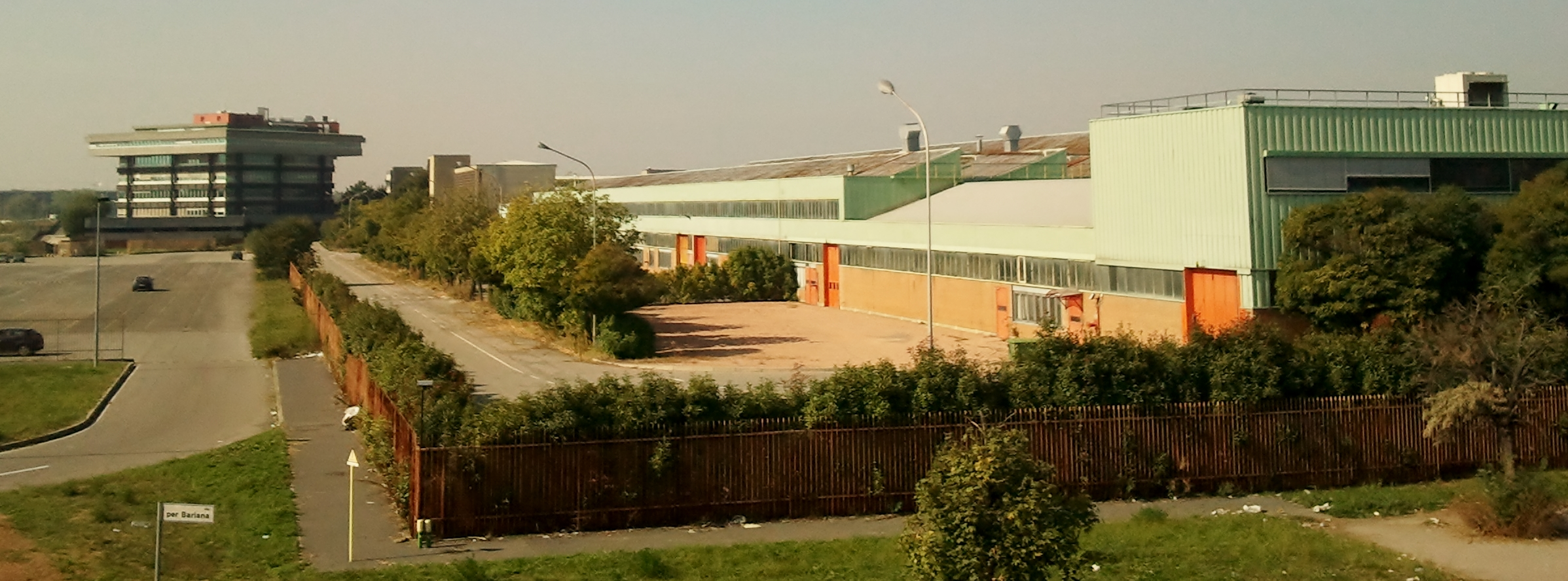
Lo stabilimento Alfa Romeo di Arese

Nei primi anni di attività l'ALFA poteva contare su circa 300 dipendenti, che crebbero a 2.200 durante la fase di ricostruzione che seguì il primo conflitto mondiale (1919). I lavoratori si ridussero a 1.200 all'inizio degli anni venti a causa della crisi economica del primo dopoguerra. Con l'ampliamento delle capacità produttive e la diversificazione dell'attività, il numero dei dipendenti continuò poi a crescere fino a superare i 6.000 dipendenti nel 1937 ed a toccare le 14.000 unità all'inizio della seconda guerra mondiale (1940).
A conflitto terminato, poco prima dell'inaugurazione delle prime catene di montaggio, la forza lavoro totale impiegata tra il Portello e Pomigliano d'Arco ammontava a circa 8.500 persone (1949). Da questo momento il numero dei lavoratori continuò a crescere. All'inizio degli anni settanta, al culmine della capacità produttiva, la forza lavoro impiegata all'Alfa Romeo sfiorava i 29.000 dipendenti. La profonda crisi iniziata alla fine degli anni settanta e la strategia perseguita dal gruppo Fiat portarono, a partire dalla metà degli anni ottanta, a un ridimensionamento del numero degli impiegati. Lo stabilimento di Arese, per esempio, passa dai 22.400 dipendenti del 1974, ai 19.000 del 1982, ai 16.000 del 1986. e ai 9.500 lavoratori nel 1993, per poi arrivare all'azzeramento delle maestranze con la chiusura della fabbrica. A febbraio 2013, nello stabilimento di Pomigliano d'Arco, lavoravano circa 2.400 persone.
In seguito alla chiusura dei siti produttivi del Portello e di Arese e dopo la messa in produzione di modelli non appartenenti al marchio del Biscione a Pomigliano d'Arco, i lavoratori impiegati per la realizzazione di vetture Alfa Romeo hanno fatto parte delle maestranze dei vari stabilimenti del gruppo FCA, fino al processo di fusione di quest'ultimo nella nuova holding Stellantis.

### Produzione fuori dall'Italia

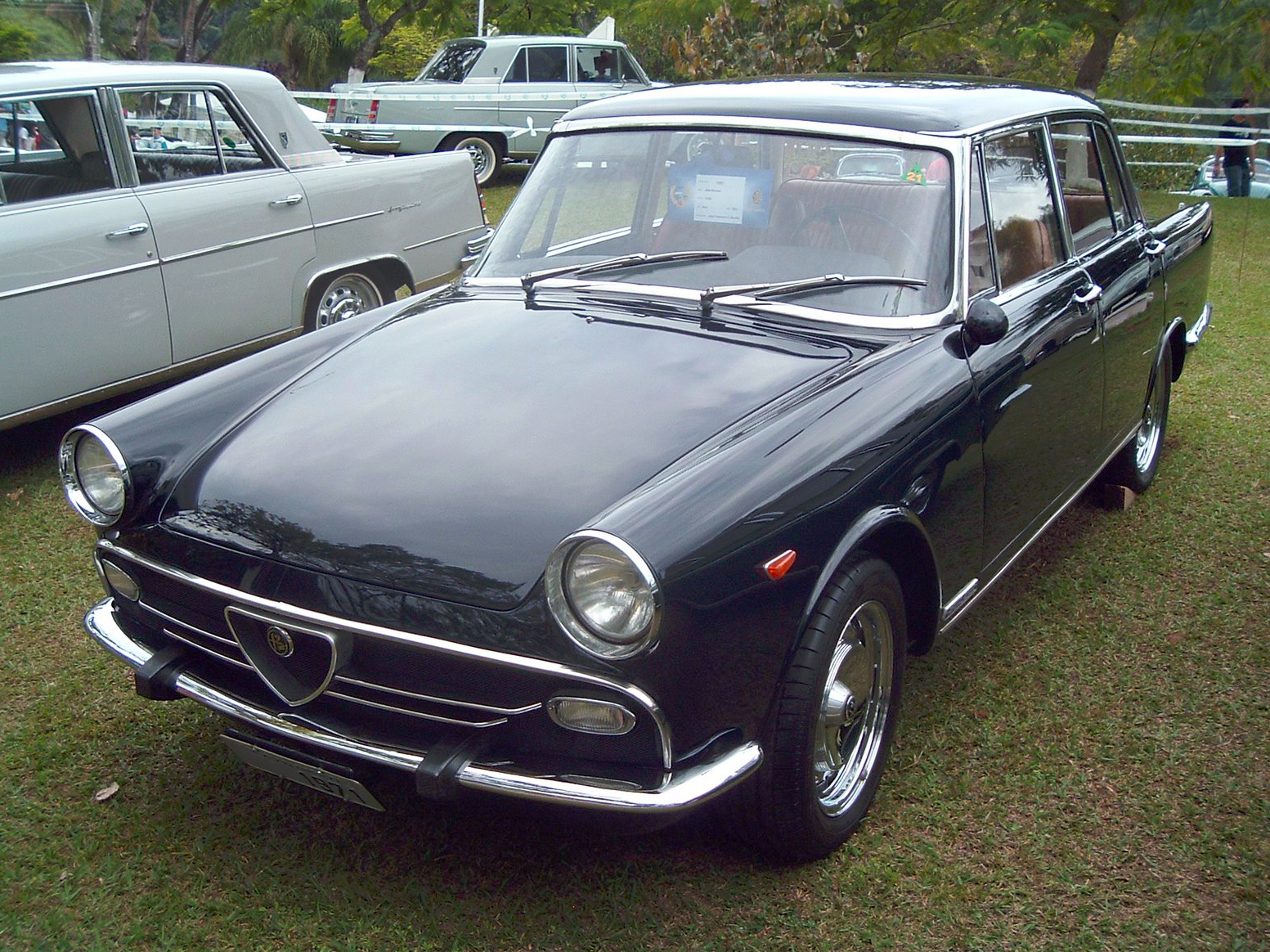
Una FNM 2150

Nel 1952 la casa del Biscione siglò un accordo con l'azienda automobilistica brasiliana FNM per la costruzione in loco di autocarri pesanti. Nel 1961 iniziò la produzione automobilistica con il modello FNM JK (in seguito ribattezzato "FNM 2000") che era, in sostanza, la versione brasiliana dell'Alfa Romeo 2000. Nel 1968 l'Alfa Romeo acquisì il controllo della FNM e l'anno seguente la 2000 fu sostituita dalla 2150. Nel 1974 la 2150 venne rimpiazzata dall'Alfa Romeo 2300, che fu pertanto il primo modello prodotto dalla FNM a portare il marchio della casa automobilistica del Biscione. Nell'estetica la 2300 ricalcava l'Alfetta anche se erano presenti delle sostanziali differenze nelle dimensioni. Nel 1978, alla 2300 "base", venne affiancata la versione Ti. La 2300 restò in produzione fino al 1988.
L'Alfa Romeo esordì sul mercato sudafricano nel 1958. Grazie al successo riscosso dalle proprie vetture, la casa del Biscione decise di costituire nel 1962 l'Alfa Romeo South Africa ltd (A.R.S.A.), ovvero una struttura finalizzata alla vendita e all'assistenza di autovetture Alfa Romeo in Sudafrica. Dal 1973 al 1984 l'Alfa Romeo produsse la Giulia, l'Alfetta, l'Alfasud (berlina e Sprint), la Giulietta, la GTV6 e l'Alfa 6 in uno stabilimento costruito a Brits, dove vennero assemblate poi anche la Fiat 132, la Fiat 128 Pick up e la Daihatsu Charade grazie a un accordo stipulato tra l'Alfa Romeo e le due case automobilistiche concorrenti. Lo stabilimento di Britts fu chiuso nel 1984 a causa di una contrazione dei volumi di vendita delle vetture Alfa Romeo su questo mercato.
Dal 2002 al 2004 le 156 destinate ai mercati asiatici furono assemblate in Thailandia nello stabilimento General Motors di Rayong. Tale produzione fu il risultato di una joint venture tra la Fiat e il gruppo automobilistico statunitense citato.

La nuova vettura Junior, precedentemente denominata Milano, in vendita dal 2024, come dichiarato dal CEO Imparato, «seppur concepita, disegnata, ingegnerizzata e messa a punto in Italia è costruita nello stabilimento polacco di Tychy».

Statistiche
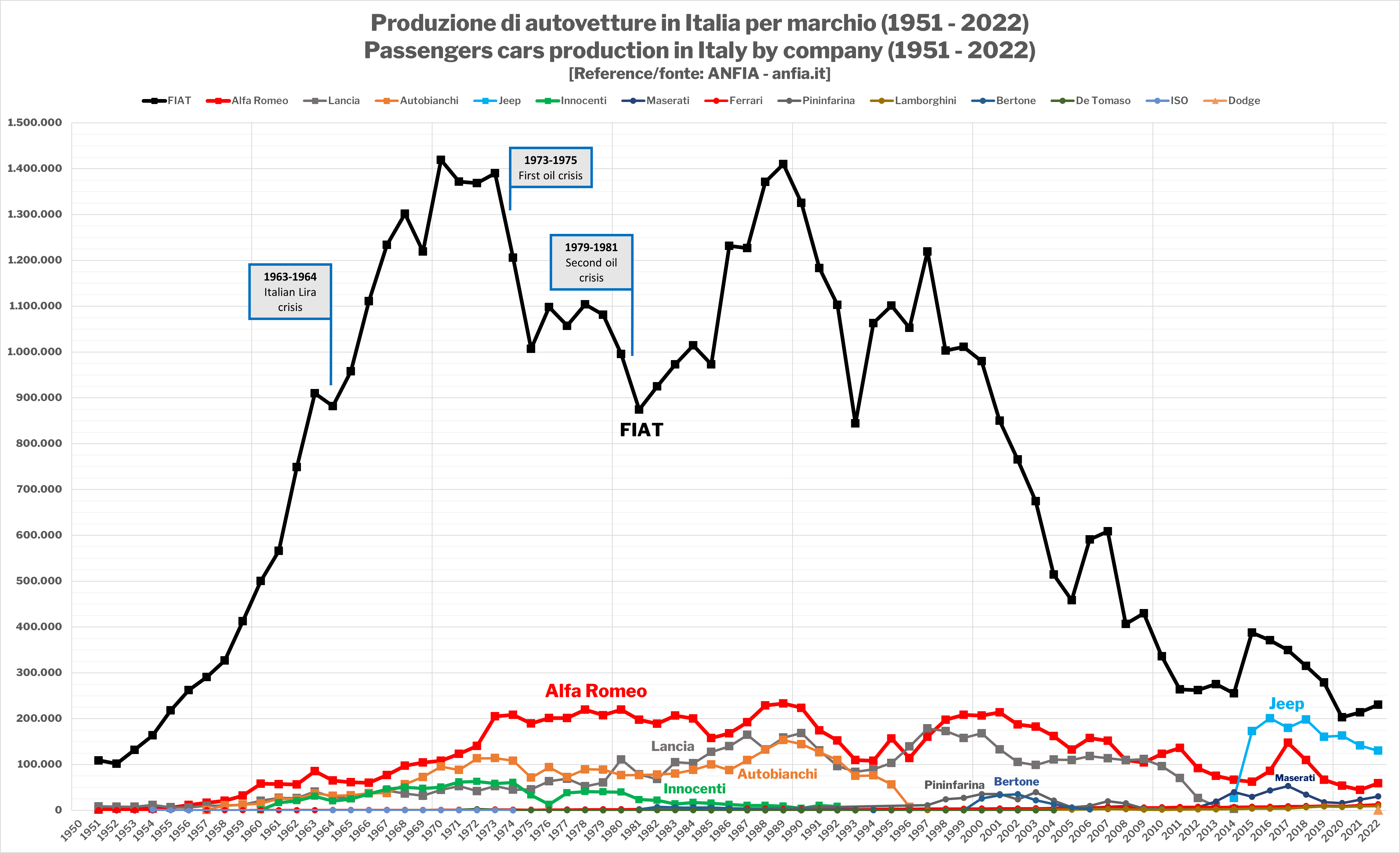
Produzione di automobili a marchio Alfa Romeo (in rosso) in Italia dal 1951 ad oggi. L'Alfa Romeo ha raggiunto la sua massima produzione negli anni '70-'80 (arrivando spesso a oltre 200.000 unità all'anno) e poi, per un breve periodo a fine anni '90, per poi cominciare un lento declino.

## Tecnologia

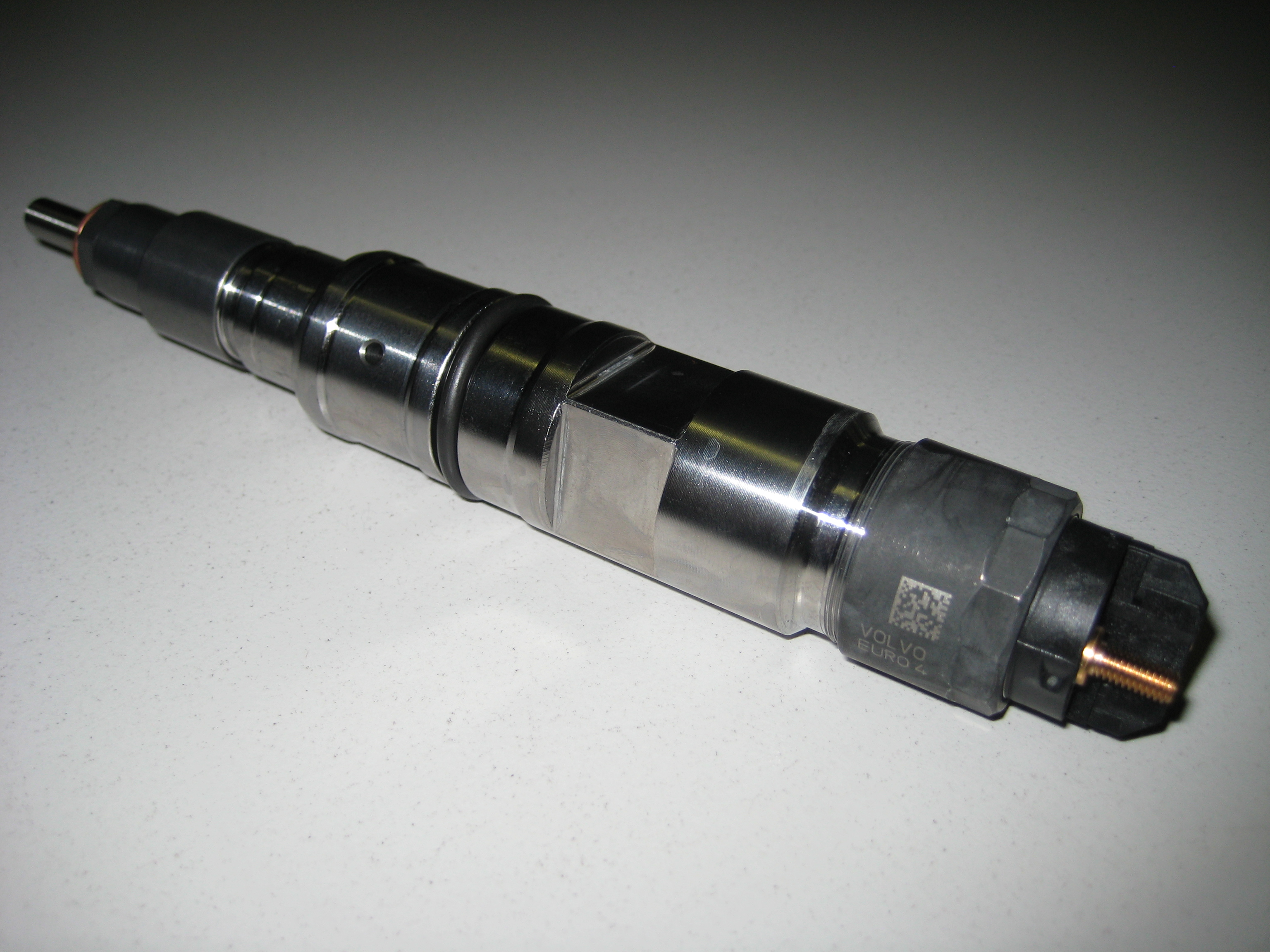
Un iniettore common rail

Nel corso della sua storia la casa del Biscione ha introdotto parecchie innovazioni tecnologiche. In altri casi l'Alfa Romeo è stata tra le prime case automobilistiche ad averle impiegate sulle proprie vetture. Tutto ciò ha portato alla nascita di una tradizione che si è rinnovata fino al XXI secolo e che colloca l'Alfa Romeo tra le case più all'avanguardia nel panorama mondiale.
Una delle prime applicazioni della distribuzione bialbero fu quella del 1914 sulla Grand Prix, che segnò l'esordio di questa tecnologia su un modello Alfa Romeo. Lo stesso sistema di distribuzione, questa volta applicato a un modello stradale, venne utilizzato per la prima volta dalla casa del Biscione nel 1928 sulla 6C 1500 Sport. Nel 1940 l'Alfa Romeo provò uno dei primi sistemi a iniezione su una 6C 2500. Tale modello, che era caratterizzato da un corpo vettura denominato "Ala spessa", esordì su un circuito che si snodava tra le strade del bresciano. Questo sistema d'alimentazione venne realizzato dalla Caproni e prevedeva degli iniettori azionati elettricamente.
La 1900 fu uno tra i primi esempi di autovettura con struttura a monoscocca. Un altro modello tecnologicamente avanzato fu la Giulia, in grado di erogare prestazioni di alto livello grazie alla presenza di sospensioni indipendenti e di una nuova versione del motore bialbero Alfa Romeo. La tradizione dell'uso di una meccanica avanzata continuò con l'Alfetta, che aveva una perfetta distribuzione dei pesi grazie alla presenza di una trasmissione transaxle. Questo sistema prevedeva il cambio e la frizione montati in blocco nel retrotreno e ciò equilibrava il peso del motore, che era anteriore.
Il variatore di fase è stato montato per la prima volta nella storia nel 1980 sulla Spider "Duetto". In seguito questa tecnologia ideata dall'Alfa Romeo è stata applicata da quasi tutti i costruttori automobilistici. Un'innovazione più recente è stato il cambio robotizzato Selespeed. Tale componente, utilizzato per la prima volta sulla 156, ha rappresentato il primo cambio manuale automatizzato mai montato su una vettura di serie. La 156 è stata anche la prima autovettura al mondo a montare un motore turbo Diesel common rail. Anche questa tecnologia si è poi diffusa sui modelli Diesel di quasi tutte le altre case automobilistiche. Sulla MiTo hanno esordito il sistema di monitoraggio Alfa Romeo DNA e il nuovo tipo di cambio a doppia frizione "TCT" ideato dal gruppo Fiat.

## Design

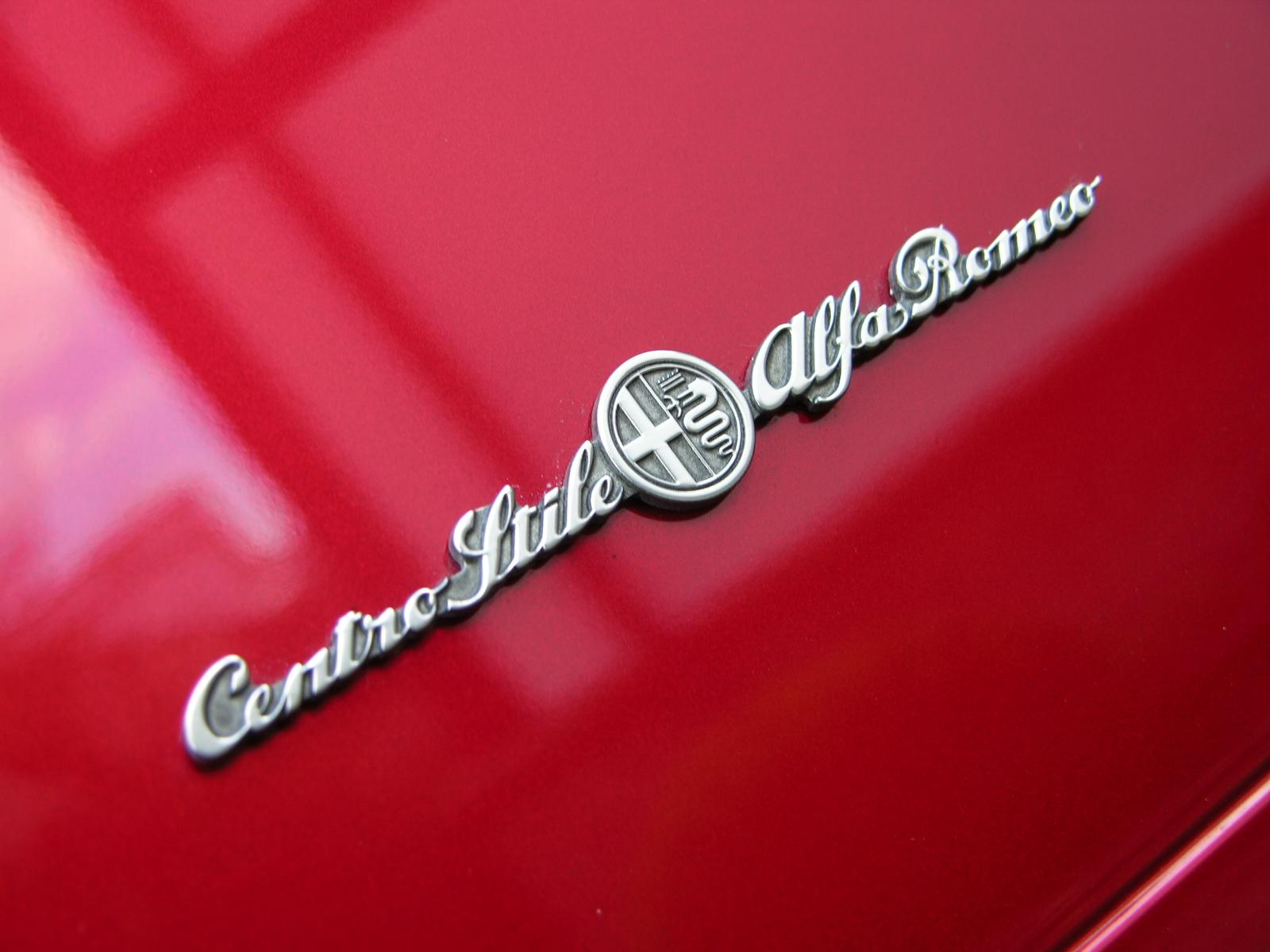
Il logo del Centro Stile Alfa Romeo

La prima divisione aziendale dell'Alfa Romeo che si è occupata della progettazione di automobili è stato l'"Ufficio Progettazione Carrozzeria", che è stato costituito negli anni quaranta. Il Centro Stile Alfa Romeo è stato invece fondato nel 1990 e aveva originariamente sede nell'area dove sorgeva lo stabilimento di Arese. Nel 2011 questo dipartimento è stato spostato a Torino.
Oltre che dalla divisione interna all'azienda, la linea dei modelli Alfa Romeo è stata anche disegnata da professionisti esterni, come Nuccio Bertone, Carlo Felice Bianchi Anderloni, Mario Boano, Marcello Gandini, Giorgio Giugiaro, Franco Martinengo, Battista Pininfarina, Franco Scaglione, Ercole Spada e Ugo Zagato.
Due stilemi che caratterizzano il frontale dei modelli Alfa Romeo da decenni e che distinguono i modelli della casa del Biscione dalle altre vetture sono lo scudetto e il trilobo.

### Vetture di serie
L'Alfa Romeo ha prodotto alcune vetture da strada che hanno segnato la storia del design dell'industria automobilistica italiana. I primi modelli Alfa Romeo che si distinsero per la loro estetica furono quelli commercializzati negli anni trenta. La loro linea elegante e raffinata contribuì a far diventare famoso in tutto il mondo il marchio Alfa Romeo. Per quanto riguarda le vetture successive, la 1900 ebbe un design all'avanguardia che derivava da quello delle vetture prebelliche. Questa linea fu poi confermata sul modello successore della 1900, la Giulietta.

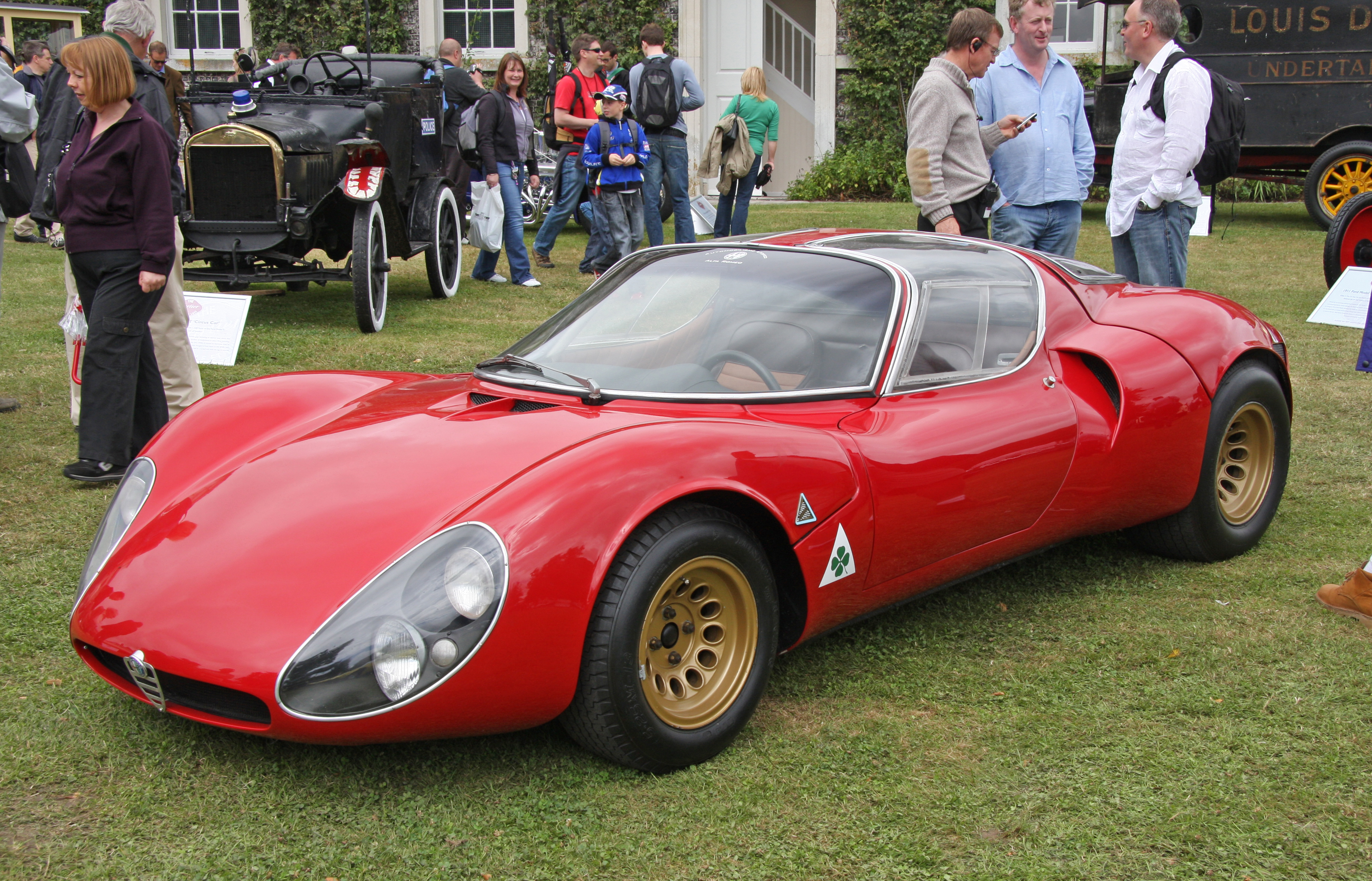
Alfa Romeo 33 Stradale

Negli anni sessanta fu commercializzata la Giulia, che era caratterizzata da una forma particolarmente aerodinamica frutto dell'uso della galleria del vento. Grazie al suo bassissimo Cx venne coniato lo slogan "l'auto disegnata dal vento". Nello stesso periodo fu anche lanciato sui mercati l'ultimo lavoro di Pininfarina prima di morire, la spider Duetto. La sua linea ebbe un grande successo e segnò una pietra miliare nella storia del design delle vetture Alfa Romeo. In questi anni l'Alfa Romeo introdusse un altro modello che passò alla storia, la 33 Stradale. Derivata dal modello da competizione Tipo 33, la 33 Stradale venne dotata di una carrozzeria tra le più belle della sua epoca.
Nel 1970 venne introdotta la Montréal. Secondo i piani iniziali lo sviluppo del modello doveva fermarsi allo stadio di concept car ma in seguito, grazie al grande successo che registrò anche per sua linea così innovativa e differente da quella delle Alfa Romeo precedenti, fu deciso di produrla in serie. Nel 1972 venne introdotta l'Alfetta, ovvero un modello che in seguito diventò uno degli emblemi dell'industria automobilistica italiana di questo decennio e che era caratterizzato da una linea a cuneo all'avanguardia per i tempi,.

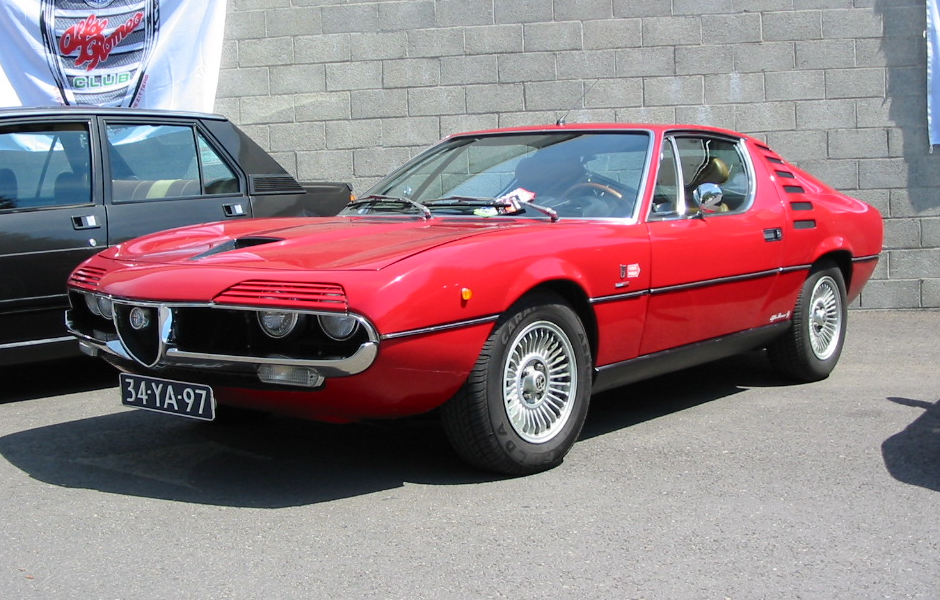
Alfa Romeo Montréal

Il modello che segnò uno spartiacque con le vetture del passato fu la 33, con la quale l'Alfa Romeo ruppe una tradizione consolidata da qualche decennio passando da modelli caratterizzati da un design decisamente sportivo a vetture aventi linee più ricercate ed eleganti. Anche l'equipaggiamento fu reso più ricco, tant'è che venne introdotto, proprio sulla 33, l'allestimento "Quadrifoglio Oro".
Negli anni novanta la linea innovativa della 156 marcò l'inizio di un nuovo concetto di stile che fu poi applicato anche sui modelli seguenti, pur con gli aggiornamenti del caso, e che coniugava le linee caratteristiche di famosi modelli Alfa Romeo del passato con nuovi stilemi.
Nel 2000 è stata lanciata sui mercati la 147. Dotata di un frontale dalle linee più decise e definite che ricordava quello della 1900, la 147 possedeva uno stilema che ha poi contraddistinto le parti anteriori dei modelli successivi e i facelift delle vetture in listino. Un altro modello prodotto nel primo decennio del nuovo millennio, la MiTo, presenta un Cx decisamente basso (0,29) che è la conseguenza di un approfondito studio sull'aerodinamica.

### Concept car
Anche la produzione di concept car Alfa Romeo è stata importante per la storia del design dell'industria automobilistica italiana. Molte concept car del marchio del Biscione sono state dei semplici esercizi di stile ma altre, nelle intenzioni della casa, dovevano essere seguite da modelli prodotti in serie.

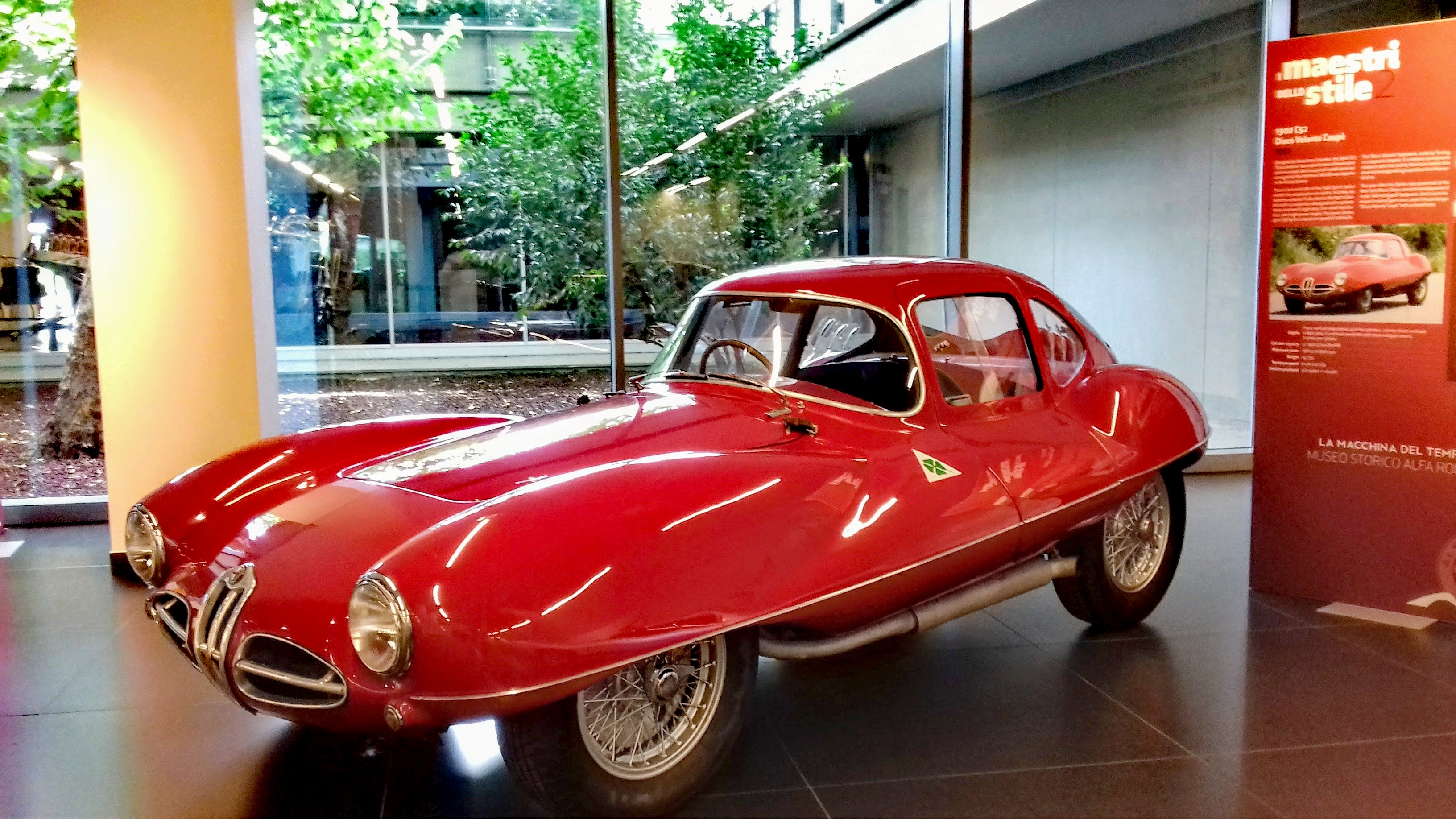
Alfa Romeo Disco Volante esposta presso il Museo storico Alfa Romeo di Arese.

La prima concept car prodotta dall'Alfa Romeo è stata la 40-60 HP Aerodinamica (1914). Questo modello venne dotato di una linea che ricordava quella di un dirigibile ed è considerata - da parte degli addetti ai lavori - la prima monovolume della storia. Negli anni cinquanta la casa automobilistica del Biscione ha realizzato una serie di modelli che sono diventati in seguito pietre miliari per il design automobilistico mondiale. Le BAT (BAT), questo il loro nome, derivavano dalla 1900 Sprint e furono progettate da Franco Scaglione per conto di Bertone come esercizio stilistico atto a rendere massimo l'effetto aerodinamico. Dalla 1900 è derivata anche la Disco Volante. Grazie alla linea molto particolare e alla popolarità scaturita dalla sua partecipazione alla Mille Miglia, la Disco Volante diventò famosa in breve tempo facendo piovere all'Alfa Romeo decine di prenotazioni "sulla fiducia". Tuttavia la casa del Biscione decise di non produrla in serie nonostante le pressioni di personaggi famosi come l'astronauta Charles Conrad e l'attore Tyrone Power.
Il modello da competizione Tipo 33 e la sua derivata 33 Stradale sono diventate la base di molte concept car prodotte negli anni sessanta e settanta. Tra esse ci sono state la Carabo e la Cuneo. La Carabo, che è stata realizzata nel 1968, era dotata di soluzioni stilistiche in seguito utilizzate sulla Lamborghini Countach. La Cuneo, che è stata invece presentata nel 1971, ha stupito il pubblico per le sue linee squadrate in un periodo in cui le forme arrotondate andavano per la maggiore.
Negli anni novanta è stata realizzata la Proteo (1991), che era caratterizzata da quattro ruote sterzanti e da una carrozzeria coupé-cabriolet. Da questa concept car, che era basata sulla 164, è poi derivata la "GTV". La Proteo è stata la prima vettura a essere dotata di un particolare sistema automatico di ripiegamento del tettuccio che è stato poi utilizzato da molte altre case automobilistiche. Nel 2004 è stata realizzata la Visconti. Questo modello, se fosse entrato in produzione, avrebbe sostituito la 166. La Visconti era una berlina di grandi dimensioni che era caratterizzata da un tettuccio piuttosto spiovente simile a quello di una coupé. Questo tipo di linea è stato poi ripreso dalla Mercedes-Benz Classe CLS. e, soprattutto, dalla Porsche Panamera, nonostante le differenze meccaniche e la differente caratterizzazione del muso. In occasione del centenario della fondazione dell'Alfa Romeo (2010), la Pininfarina e la Bertone hanno onorato la storia del marchio del Biscione presentando i prototipi Pininfarina Duettottanta e Bertone Pandion.
Il 5 marzo 2019, durante il Salone Internazionale di Ginevra, viene presenta la Alfa Romeo Tonale, concept car che anticipa le linee del nuovo SUV di segmento C della Casa di Arese.

## Altri prodotti

### Materiale rotabile

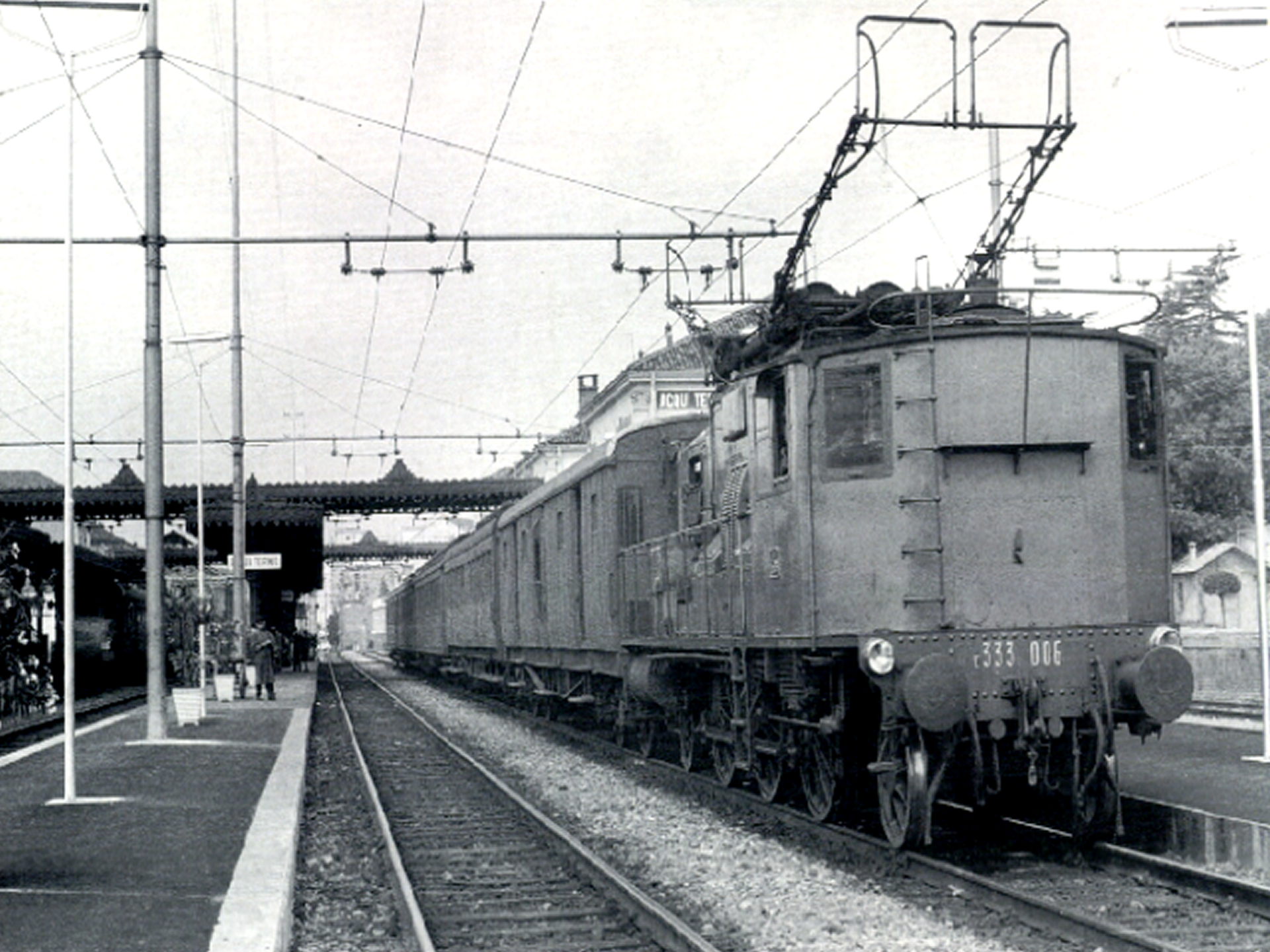
Una Locomotiva FS E.333. Venne costruita anche a Saronno dalla Società Anonima Italiana Ing. Nicola Romeo

Le origini della produzione di materiale rotabile sono collegate all'acquisizione dell'ALFA da parte di Nicola Romeo. Durante la prima guerra mondiale la Società Anonima Italiana Ing. Nicola Romeo riuscì ad accumulare una liquidità tale da essere in grado di assorbire, nel 1918, tre società che si occupavano di commesse ferroviarie: le Costruzioni Meccaniche di Saronno, le Officine Ferroviarie Meridionali di Napoli e le Officine Ferroviarie Romane. Grazie agli stabilimenti acquisiti la società capitanata da Nicola Romeo, che nel frattempo aveva cambiato nome in Alfa Romeo, iniziò la produzione di questo tipo di manufatti. L'Alfa Romeo fabbricò carrozze ferroviarie a Napoli e locomotive (sia elettriche che a vapore) a Saronno. A Roma venivano invece riparate le vetture ferroviarie. Le locomotive elettriche prodotte dall'Alfa Romeo erano conosciute per l'elevato livello tecnologico e vennero largamente impiegate nei convogli delle Ferrovie dello Stato italiane.
All'inizio degli anni venti la divisione aziendale dell'Alfa Romeo che si occupava di materiale rotabile realizzava un cospicuo utile a fronte della perdita del comparto automobilistico. Con l'avvento del fascismo in Italia il governo decise nel 1922 di ridurre gli investimenti destinati alle ferrovie. Le commesse ferroviarie diminuirono e ciò contribuì a peggiorare la già precaria situazione finanziaria della casa del Biscione. Nel 1925, con l'uscita di scena di Nicola Romeo, i tre stabilimenti che si occupavano di materiale rotabile furono venduti, ponendo fine a questo tipo di produzione.

### Veicoli commerciali

Un Alfa Romeo 800

L'Alfa Romeo ha prodotto veicoli commerciali dal 1914 al 1988 ed è stata, dopo la Fiat, l'azienda italiana che ha costruito questa tipologia di mezzi di trasporto per più tempo.
Il primo autocarro realizzato dall'Alfa Romeo, che venne prodotto nel 1914, fu ottenuto modificando una 24 HP. Il primo camion non derivante da un'autovettura fu il Tipo 50, che venne lanciato sui mercati nel 1931. L'ultimo modello di camion Alfa Romeo fu invece prodotto nel 1967. Grazie alla loro diffusione nelle colonie italiane durante gli anni trenta in Etiopia, ancora nel XXI secolo, il termine romeo indica genericamente l'"autocarro". I camion Alfa Romeo più celebri, che vennero prodotti dagli anni quaranta agli anni sessanta, furono il 430, l'800 ed il Mille. Alcuni di essi erano dotati di dimensioni così ampie da avere una capacità di carico corrispondente a quella massima concessa dal codice della strada. I camion della casa del Biscione sono stati anche prodotti su licenza in Spagna e Brasile.
Il primo furgone costruito dall'Alfa Romeo fu il Romeo, che venne prodotto dal 1954 al 1967. Successivamente furono commercializzati l'F11/A11, che fu realizzato dal 1967 al 1971, e l'F12/A12, che venne invece prodotto dal 1967 al 1983. Gli ultimi veicoli commerciali leggeri realizzati dall'Alfa Romeo furono l'AR6 e l'AR8. Traevano origine da un accordo con l'Iveco ed erano, rispettivamente, dei Fiat Ducato e Iveco Daily rimarchiati. L'ultimo esemplare di furgone Alfa Romeo - un AR6 - uscì dalle catene di montaggio nel 1988.

### Mezzi pubblici

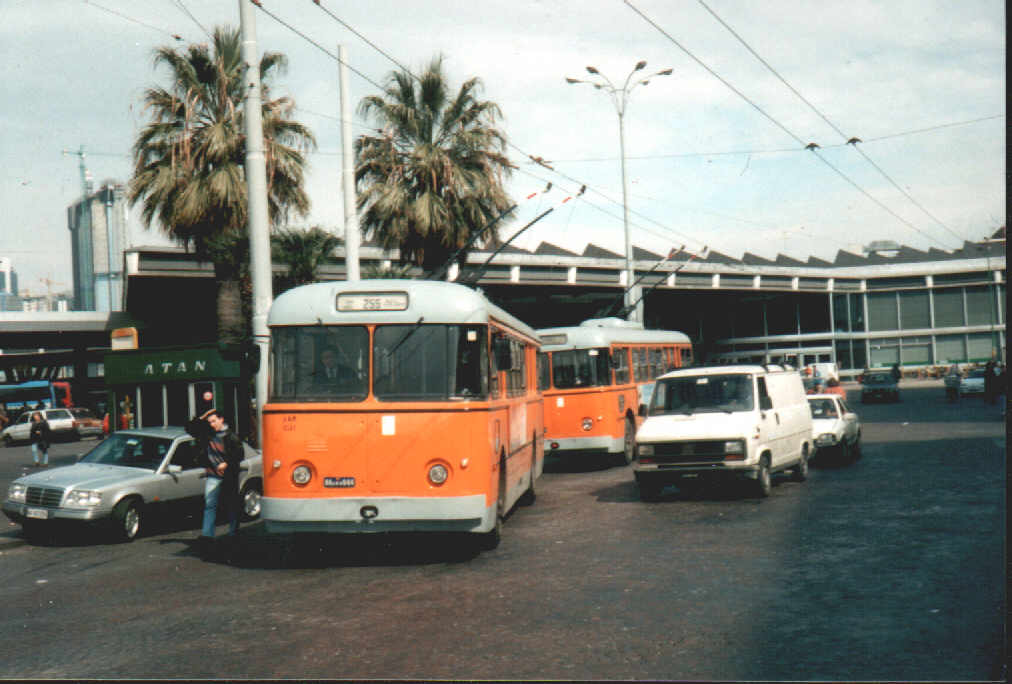
Un filobus Alfa Romeo 1000 Aerfer

L'Alfa Romeo è stata tra i maggiori produttori italiani di mezzi pubblici. Realizzò autobus e filobus dagli anni trenta agli anni sessanta, mentre continuò a costruire mezzi più leggeri come scuolabus e minibus fino agli anni ottanta.
Fino agli anni cinquanta gli autobus ed i filobus Alfa Romeo erano ottenuti dagli autocarri grazie al prolungamento e all'abbassamento del telaio. In seguito i mezzi pubblici Alfa Romeo iniziarono a essere dotati di caratteristiche tecniche peculiari che li differenziarono dai veicoli commerciali. In particolare, il primo modello di autobus Alfa Romeo totalmente svincolato dagli autocarri fu il 902 A, che venne assemblato dal 1957 al 1959.
La denominazione dei autobus si differenziava da quella dei filobus per la dicitura che completava la sigla numerica. A quest'ultima era aggiunta generalmente la sigla "A" o "AU" nel caso si trattasse di autobus e la sigla "AF" in caso di filobus. Furono utilizzati in molte città italiane e i filobus - in particolare - vennero prodotti anche per i mercati esteri. L'ultimo modello di autobus prodotto dall'Alfa Romeo fu il Mille, che venne assemblato fino al 1964. Analogamente, la produzione di filobus terminò nel medesimo anno con l'omonimo Mille.

### Motori aeronautici

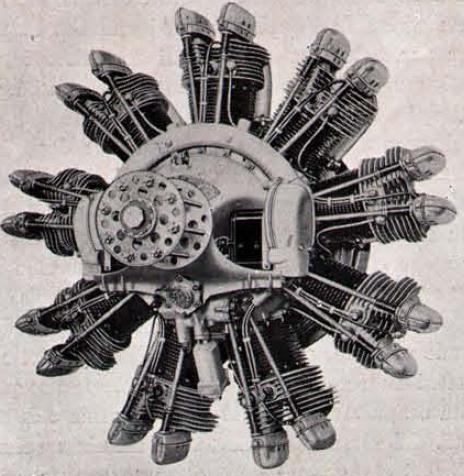
Un Alfa Romeo D2

Il primo motore Alfa Romeo utilizzato su un aeroplano fu installato nel 1910 su un biplano Santoni-Franchini. Dopo questo propulsore seguì la produzione di altri motori aeronautici realizzati su licenza.
Nel 1932 venne fabbricato il primo motore aeronautico totalmente progettato dalla casa del Biscione, il D2, che fu poi montato sul Caproni Ca.101. I propulsori aeronautici dell'Alfa Romeo, grazie soprattutto all'uso su un numero ragguardevole di aeroplani della Regia Aeronautica, contribuirono a scrivere pagine importanti della storia dell'aviazione italiana. La casa del Biscione aveva inoltre una propria linea di sviluppo e di produzione di eliche, sia a passo fisso sia a passo variabile, che erano realizzate in duralluminio. Per quanto concerne i materiali, l'Alfa Romeo brevettò leghe metalliche che vennero in seguito abbondantemente utilizzate anche sulle autovetture. Una delle più famose leghe metalliche ideate e realizzate dall'Alfa Romeo che derivavano dall'ambito aerodinamico fu la "Duralfa".
Durante la seconda guerra mondiale l'Alfa Romeo continuò a costruire motori aeronautici. Tra i più famosi ci fu l'RA 1000 RC.41, che venne prodotto su licenza della Daimler-Benz. Questo propulsore rese possibile la costruzione del Macchi M.C.202, ovvero il miglior aereo da caccia della Regia Aeronautica utilizzato durante il secondo conflitto mondiale. Dopo lo scoppio del conflitto Ugo Gobbato decise di dotare la casa automobilistica del Biscione di una divisione aziendale specifica che si sarebbe occupata esclusivamente della produzione aeronautica. Nacque così, nel 1941, l'Alfa Romeo Avio.
Dopo la guerra l'Alfa Romeo continuò la sua attività nel campo aeronautico collaborando con varie aziende. Nel 1979 l'Alfa Romeo stabilì un primato: fu la prima azienda italiana a progettare, sviluppare e costruire autonomamente un motore aeronautico a turbina, l'AR318, che venne poi installato su un Beechcraft King Air. Nel 1981 Alfa Romeo Avio partecipò insieme alla Oto Melara e alla Fiat Avio alla realizzazione del vettore supersonico "Otomach 2". Nel 1986 l'Alfa Romeo Avio è stata venduta alla Aeritalia, mentre nel 1996 è passata alla Fiat Avio. Nel 2005, all'interno della nuova società, l'Alfa Romeo Avio è stata coinvolta nello sviluppo del motore T700-T6E1. Tale propulsore è stato poi montato sull'elicottero NHI NH90.

### Motori marini

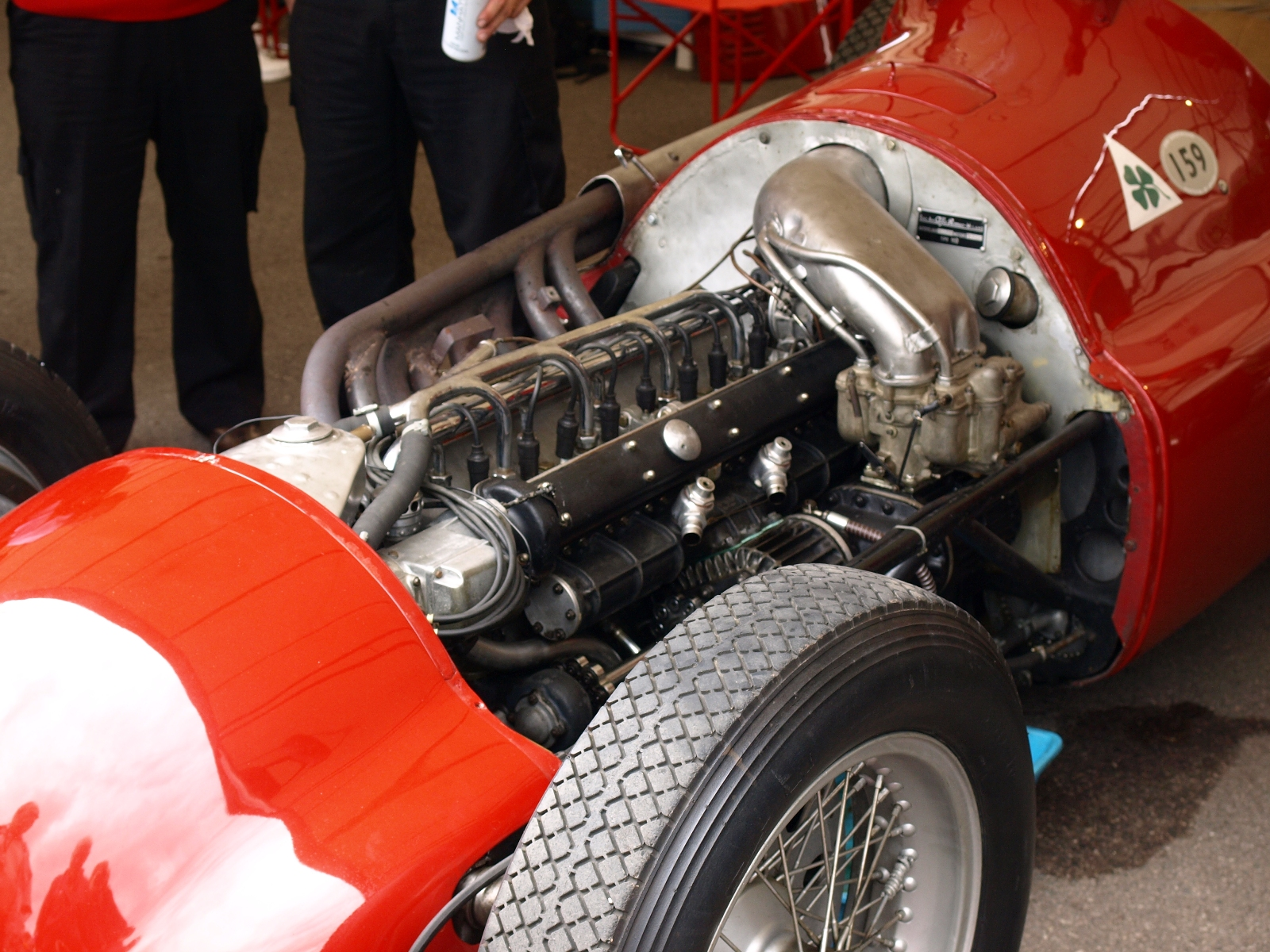
Il motore Alfa Romeo 158. Fu utilizzato anche in campo nautico

L'Alfa Romeo è stata attiva nella produzione di motori marini. A volte vennero montati dei propulsori automobilistici, mentre in altre occasioni su questi ultimi vennero effettuate delle modifiche per renderli adatti allo scopo.
Nel 1938 un monoscafo tipo Passarin motorizzato da un propulsore Alfa Romeo da 12 cilindri e 4,5 L si aggiudicò i concorsi internazionali di Ginevra, di Venezia, di Monaco di Baviera e dell'idroscalo di Milano. Nel 1939 un idroplano dotato di motore Alfa Romeo da 850 CV riuscì a infrangere, sul lago di Bracciano, il record di velocità per questo tipo di imbarcazioni raggiungendo i 121,710 km/h.
Gli anni successivi alla seconda guerra mondiale videro la conquista di tre titoli mondiali di motonautica. Mario Verga (nel 1953) ed Ezio Selva (1956 e 1957) si laurearono difatti campioni del mondo nelle proprie categorie su imbarcazioni mosse dal motore Alfa Romeo 158. Negli anni cinquanta furono conquistati molti allori nazionali ed europei di durata, di fondo e di velocità grazie soprattutto a Giulio De Angelis, Franco e Guido Caimi, Leopoldo Casanova, Giuseppe Castaldi e Giancarlo Capecchio. Queste vittorie vennero conquistate da imbarcazioni che avevano installato dei motori di derivazione automobilistica. Tali propulsori marini erano legati a quelli montati sulla Giulietta, sulla Giulia GTA, sulla Giulia TZ e sulla 2600.
Nel 1970 Eugenio Molinari stabilì due record mondiali grazie ad una propria imbarcazione che aveva installato un motore già utilizzato sulla 1750, mentre nel 1972 Franco Giliberti infranse due record di velocità a bordo di imbarcazioni create dai cantieri Eugenio Molinari che avevano montato propulsori legati a quelli installati sulla Montréal e sulla Giulia. Nel 1972 Leopoldo Casanova, grazie ad un motore già montato sull'Alfetta GTV, infranse i due più importanti record mondiali di velocità sul chilometro di fondo.

### Mezzi agricoli
Dal 1918 al 1921 la società guidata da Nicola Romeo produsse un modello di trattore agricolo su licenza dell'International Harvester, il Romeo. Il Romeo ebbe uno scarso successo commerciale, soprattutto sulla scorta delle sue caratteristiche tecniche, che erano obsolete già da qualche anno. Un esemplare di Romeo è conservato al museo storico Alfa Romeo di Arese. Questo fu l'unico modello di trattore agricolo commercializzato dalla casa del Portello.

## Competizioni automobilistiche
La prima divisione aziendale dell'Alfa Romeo destinata esclusivamente alle competizioni automobilistiche fu l'Alfa Corse, che venne fondata nel 1938. Questo reparto si occupava della progettazione, della realizzazione e della manutenzione delle vetture da competizione, e fu inizialmente gestito da Enzo Ferrari. Nel 1963, per volere di Giuseppe Luraghi e grazie all'impegno di Carlo Chiti, nacque invece l'Autodelta, che l'anno successivo si tramutò nella sezione corse della casa del Biscione. Questo reparto esterno fu realizzato per dotare l'Alfa Romeo di una struttura snella e indipendente che sollevasse la casa madre dal cospicuo lavoro connesso alle competizioni. Nel 1966 l'Alfa Romeo acquistò l'Autodelta, che divenne quindi il nuovo reparto corse ufficiale della casa sostituendo quello interno all'azienda. Nel 1985 l'Autodelta fu liquidata e dall'anno successivo le gare tornarono a essere gestite dalla storica sezione corse della casa del Biscione.

### Dall'esordio agli anni quaranta

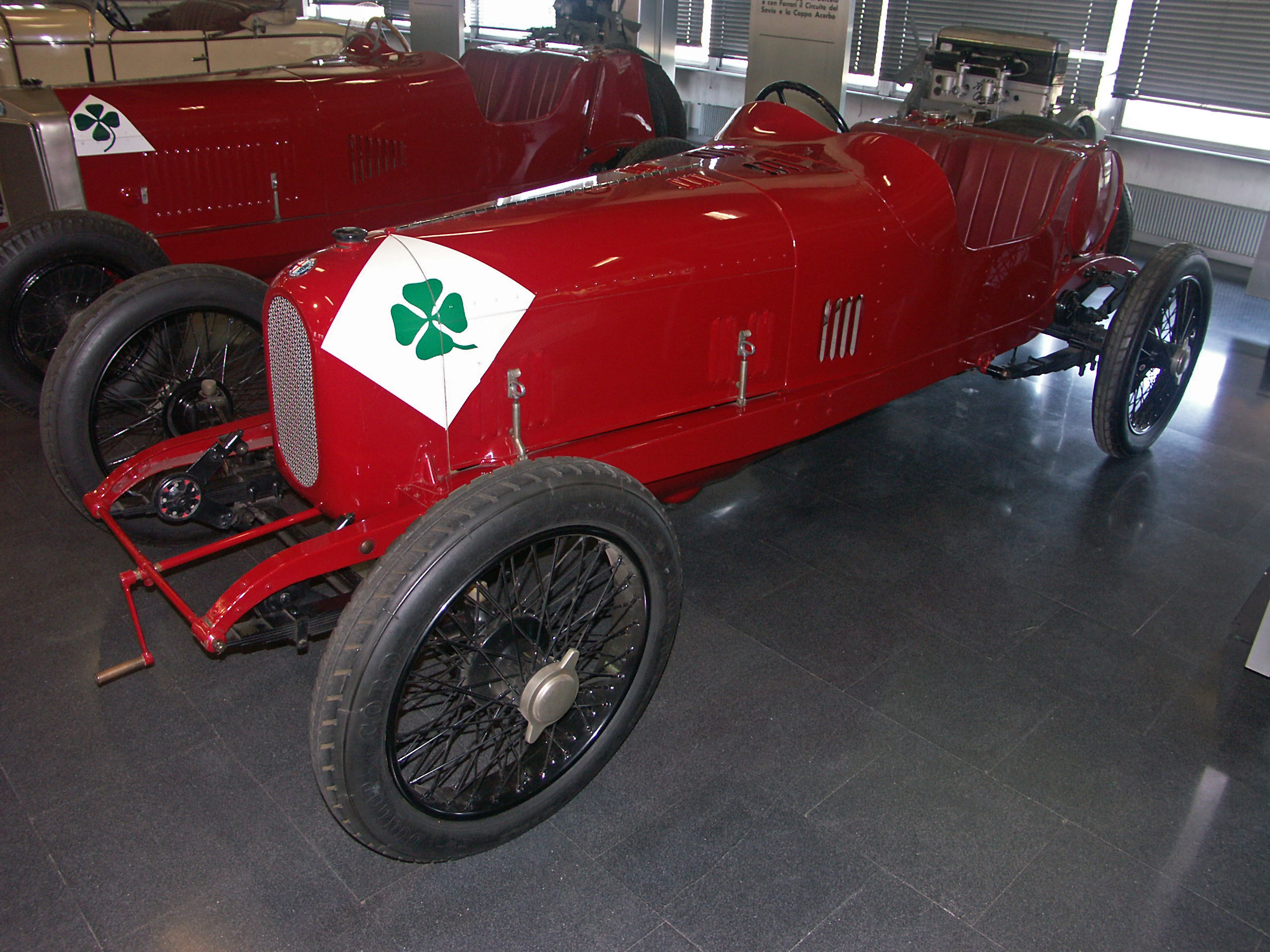
L'Alfa Romeo RL vittoriosa alla Targa Florio

L'Alfa Romeo debuttò nelle competizioni automobilistiche nel 1911 con la 24 HP. Alcuni esemplari del modello furono iscritti alla Targa Florio senza fortuna e i risultati deludenti furono ripetuti anche l'anno seguente. Il successo nelle gare arrivò però nel 1913 grazie a una versione da competizione della 40-60 HP. Il modello vinse la Parma-Poggio di Berceto classificandosi primo nella propria classe e secondo nella graduatoria assoluta. Questa vittoria diede all'ALFA l'impulso a continuare la partecipazione alle competizioni.
Negli anni venti l'Alfa Romeo ampliò l'attività sportiva grazie a piloti del calibro di Antonio Ascari, Giuseppe Campari, Enzo Ferrari e Ugo Sivocci. Nel 1923 la casa del Biscione conquistò il primo grande successo imponendosi alla Targa Florio con una doppietta. Ugo Sivocci e Antonio Ascari tagliarono infatti il traguardo al primo e al secondo posto a bordo di due RL. In questa occasione apparve per la prima volta il simbolo del quadrifoglio Alfa Romeo che, da allora, sarebbe comparso in tutte le attività competitive della casa del Biscione e sulle versioni più sportive delle sue vetture. Nel 1925 l'Alfa Romeo vinse il primo campionato del mondo di automobilismo organizzato nella storia imponendosi nel Gran Premio del Belgio a Spa-Francorchamps e nel Gran Premio d'Italia a Monza grazie alle vittorie ottenute, rispettivamente, da Antonio Ascari e da Gastone Brilli-Peri su delle P2.

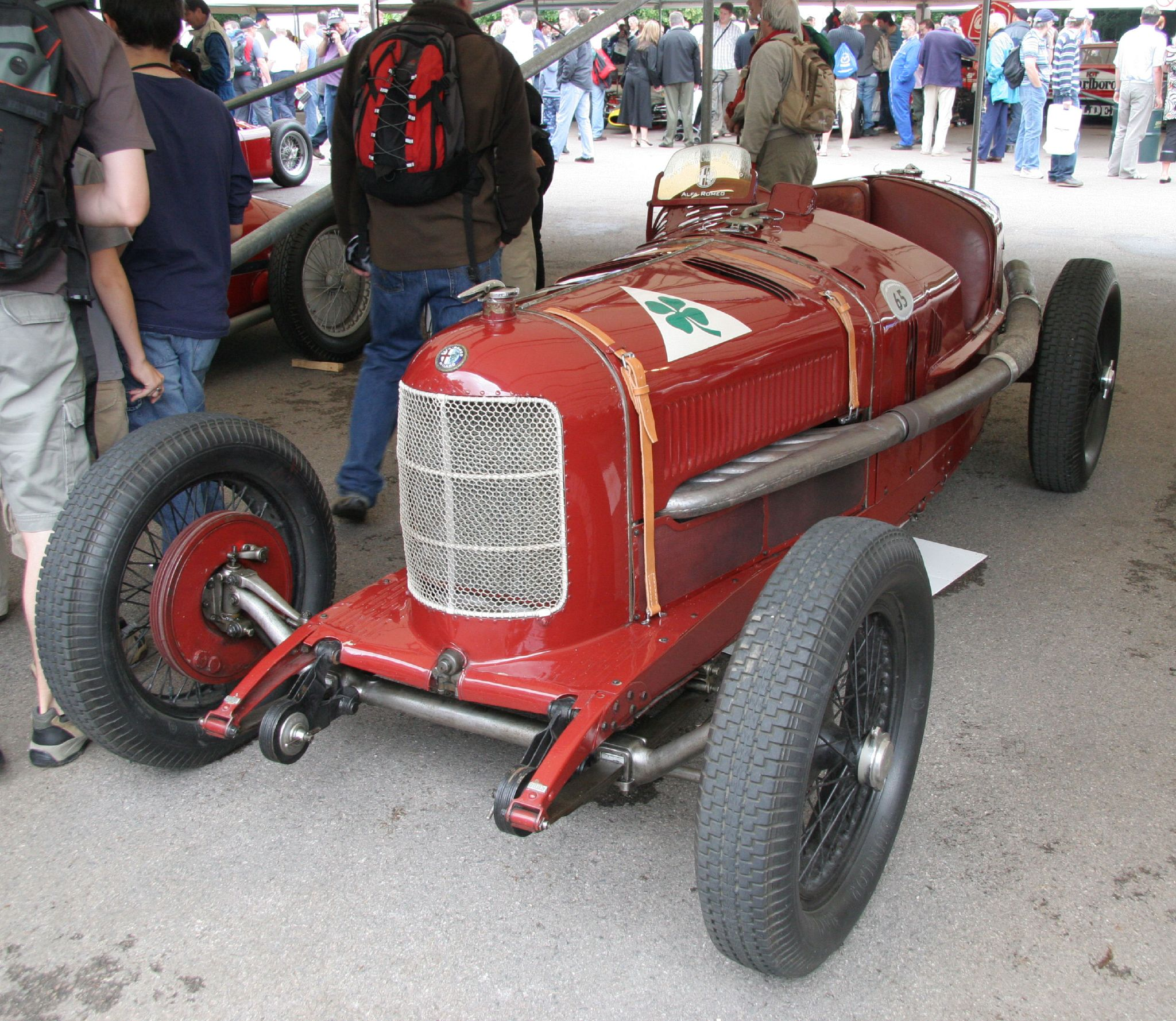
Alfa Romeo P2

Gli anni trenta furono caratterizzati da un'assidua frequentazione delle gare destinate agli sport prototipi. I modelli di vetture più famosi e vincenti di questo furono la P3, la 6C 1750, la 8C 2300 e la 8C 2900. Con queste vetture l'Alfa Romeo vinse sei edizioni consecutive della Targa Florio dal 1930 al 1935. e conquistò tutte le edizioni della Mille Miglia dal 1928 al 1938 a eccezione di quella del 1931, che fu appannaggio della Mercedes-Benz. Partecipò anche alla 24 Ore di Le Mans, vinta quattro volte consecutive dal 1931 al 1934 con la 8C 2300. La casa del Biscione vinse le prime due edizioni del campionato europeo con Ferdinando Minoia e Tazio Nuvolari (1931 e 1932) e due campionati europei della montagna (1932 e 1933) con Rudolf Caracciola, Carlo Felice Trossi e Mario Tadini. Nel complesso la vettura Alfa Romeo da competizione più vittoriosa di questo periodo fu la P3 (anche conosciuta come "Tipo B"). Progettata da Vittorio Jano, è considerata una delle migliori auto da competizione mai costruite grazie ai numerosi allori conquistati soprattutto da Tazio Nuvolari. Dopo queste vittorie l'Alfa Romeo si ritirò momentaneamente dalle competizioni a causa dello scoppio della seconda guerra mondiale.

### Anni cinquanta e sessanta

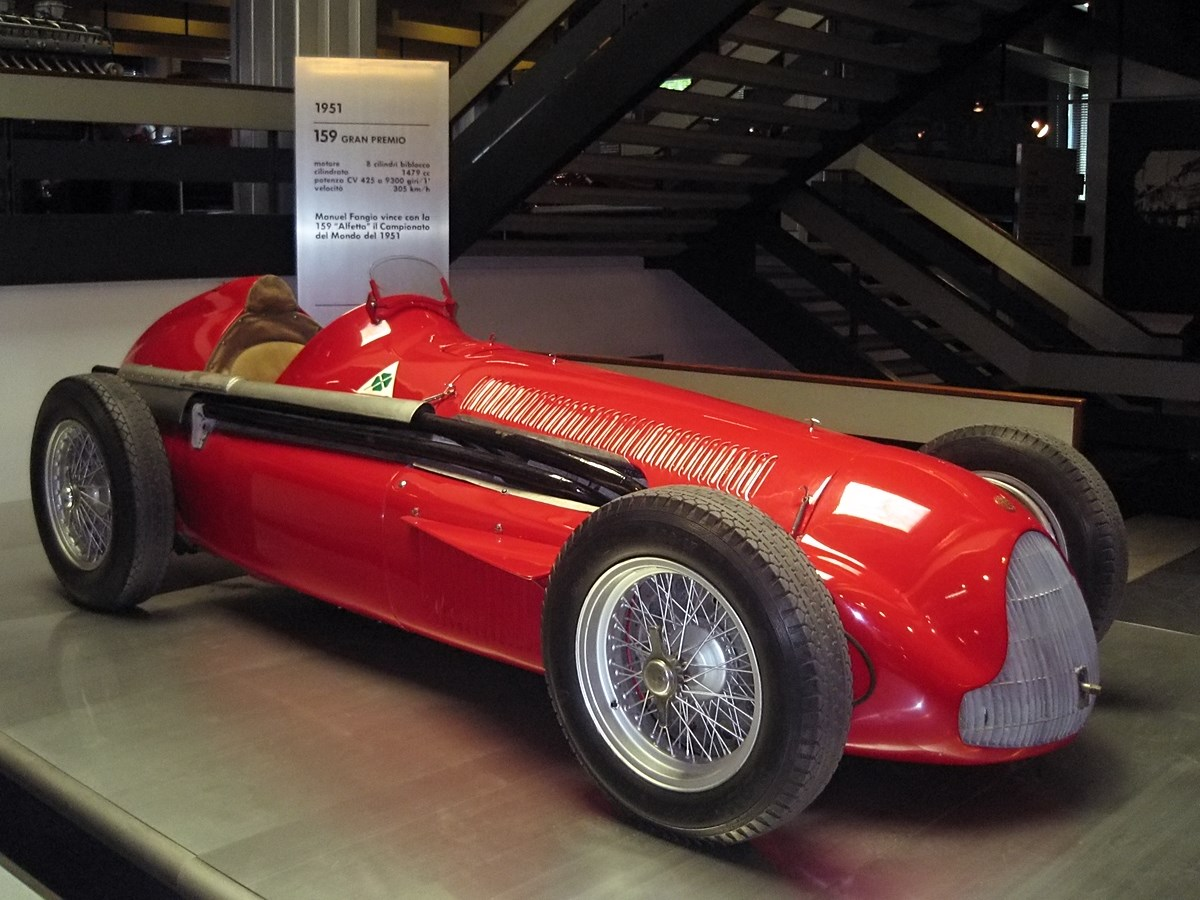
L'Alfa Romeo 159 che vinse il campionato del mondo di Formula 1 del 1951

L'inizio degli anni cinquanta fu caratterizzato dalle due vittorie al Mondiale di Formula 1. L'Alfa Romeo conquistò infatti le prime due edizioni di questo campionato aggiudicandosi il titolo nelle stagioni 1950 e 1951 grazie, rispettivamente, a Nino Farina a bordo di una 158 (soprannominata "Alfetta" per le dimensioni contenute). ed a Juan Manuel Fangio, che invece pilotava una 159. Dopo questi due allori l'Alfa Romeo si ritirò momentaneamente da questo campionato. Tale decennio è stato anche caratterizzato dell'esordio nelle competizioni rallistiche, anche se la maggior parte delle vetture Alfa Romeo impiegate in queste gare erano iscritte da scuderie private. Le prime vittorie rallistiche importanti furono ottenute al Tour de Corse del 1957 ed al Rally dei mille laghi del 1958 grazie a due esemplari di Giulietta.
L'Alfa Romeo tornò in Formula 1 negli anni sessanta fornendo ad alcune squadre il propulsore senza però partecipare come costruttore. I motori destinati a questo campionato vennero installati su vetture LDS, Cooper e De Tomaso. Gli anni sessanta furono costellati da successi. Le vittorie in questa categoria iniziarono con la Giulia GTA e proseguirono con le sue versioni successive. Con queste vetture l'Alfa Romeo vinse autorevolmente sei campionati europei turismo (1966, 1967, 1969, 1970, 1971 e 1972). Nel 1964 l'Alfa Romeo iniziò a partecipare ufficialmente alle corse rallistiche esordendo la Giulia TZ. Fu fatta tale scelta per contrastare la quasi contemporanea adesione della Fiat e della Lancia che decisero di partecipare alle gare con la Fiat 124 Sport Spider e la Lancia Fulvia Coupé HF. Negli anni seguenti la casa del Biscione prese parte ai rally anche con la Giulia TI e la Giulia GTA conquistando ripetutamente la Coupe des Alpes.

### Anni settanta

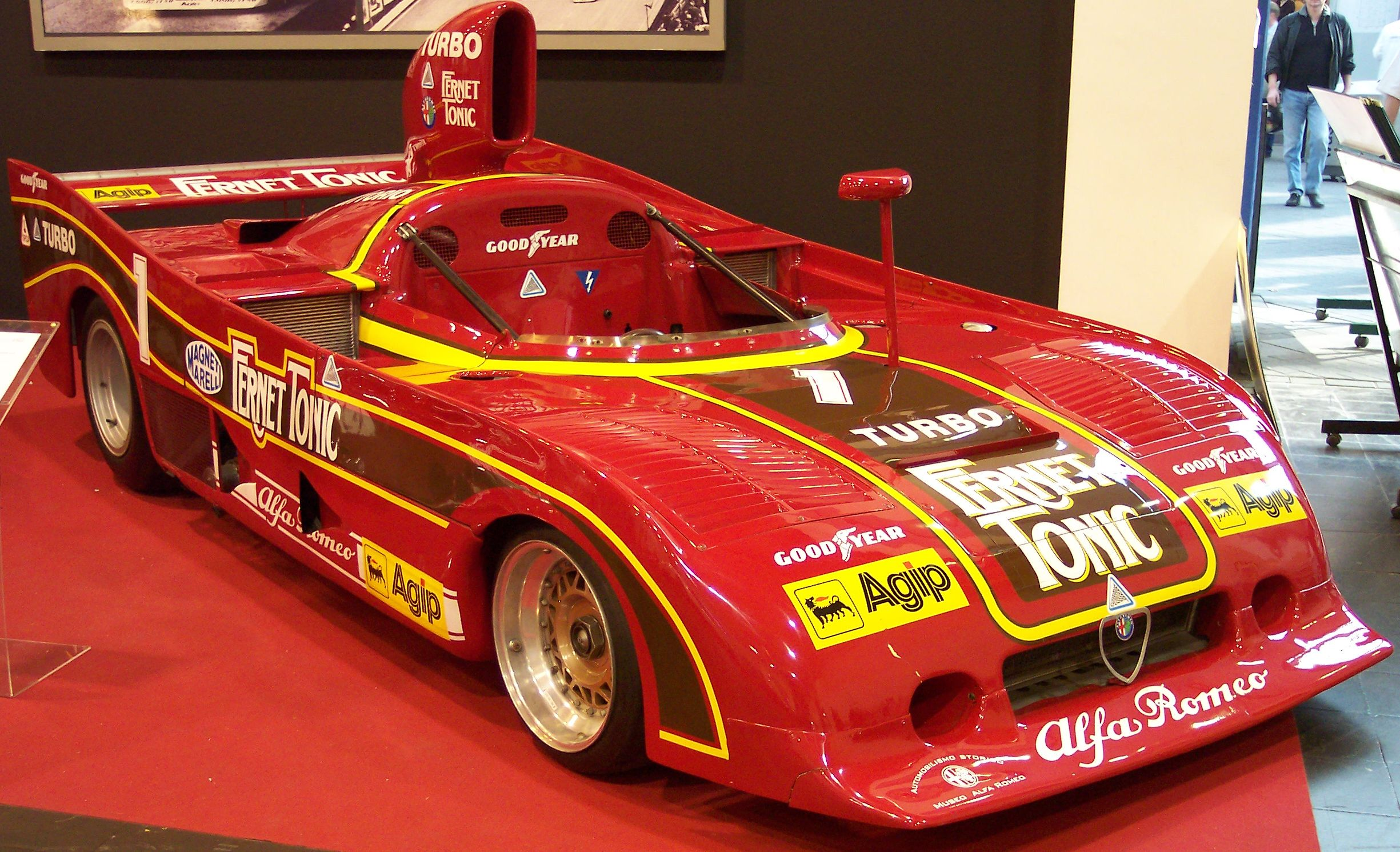
L'Alfa Romeo 33 SC 12 campione del mondo sport prototipi nel 1977

Negli anni settanta l'Alfa Romeo continuò a fornire motori a scuderie minori di Formula 1. Con l'obiettivo di far esperienza nei Gran Premi preparandosi a una partecipazione diretta come costruttore, la casa del Biscione fornì dei motori V8 alla McLaren e alla March dal 1970 al 1971. In seguito l'Alfa Romeo costruì dei propulsori V12 per la Brabham, che li utilizzò dal 1975 al 1979. La casa del Biscione tornò ufficialmente in Formula 1 nel 1979 con la 177 senza registrare risultati di rilievo.
Questo decennio fu soprattutto caratterizzato dalle vittorie della Tipo 33 e delle sue derivate nel campionato del mondo sportprototipi. Nell'edizione del 1975 l'Alfa Romeo si impose nella graduatoria assoluta, mentre in quella del 1977 vinse tutte le gare della propria categoria. I piloti artefici di questi successi furono Arturo Merzario, Jacques Laffite, Jochen Mass, Derek Bell, Nino Vaccarella, Jean-Pierre Jarier, Vittorio Brambilla e Henri Pescarolo.
Dal 1979 l'Alfa Romeo è stata fornitrice di propulsori per monoposto March di Formula 3. Tali motori derivavano da quelli montati sui modelli prodotti in serie. Negli anni settanta continuò la partecipazione ai rally con l'Alfetta GT, l'Alfetta GTV6 e l'Alfasud. Al campionato del mondo rally la casa automobilistica del Biscione si piazzò decima nel 1975, dodicesima nel 1976 e quattordicesima nel 1978.

### Anni ottanta

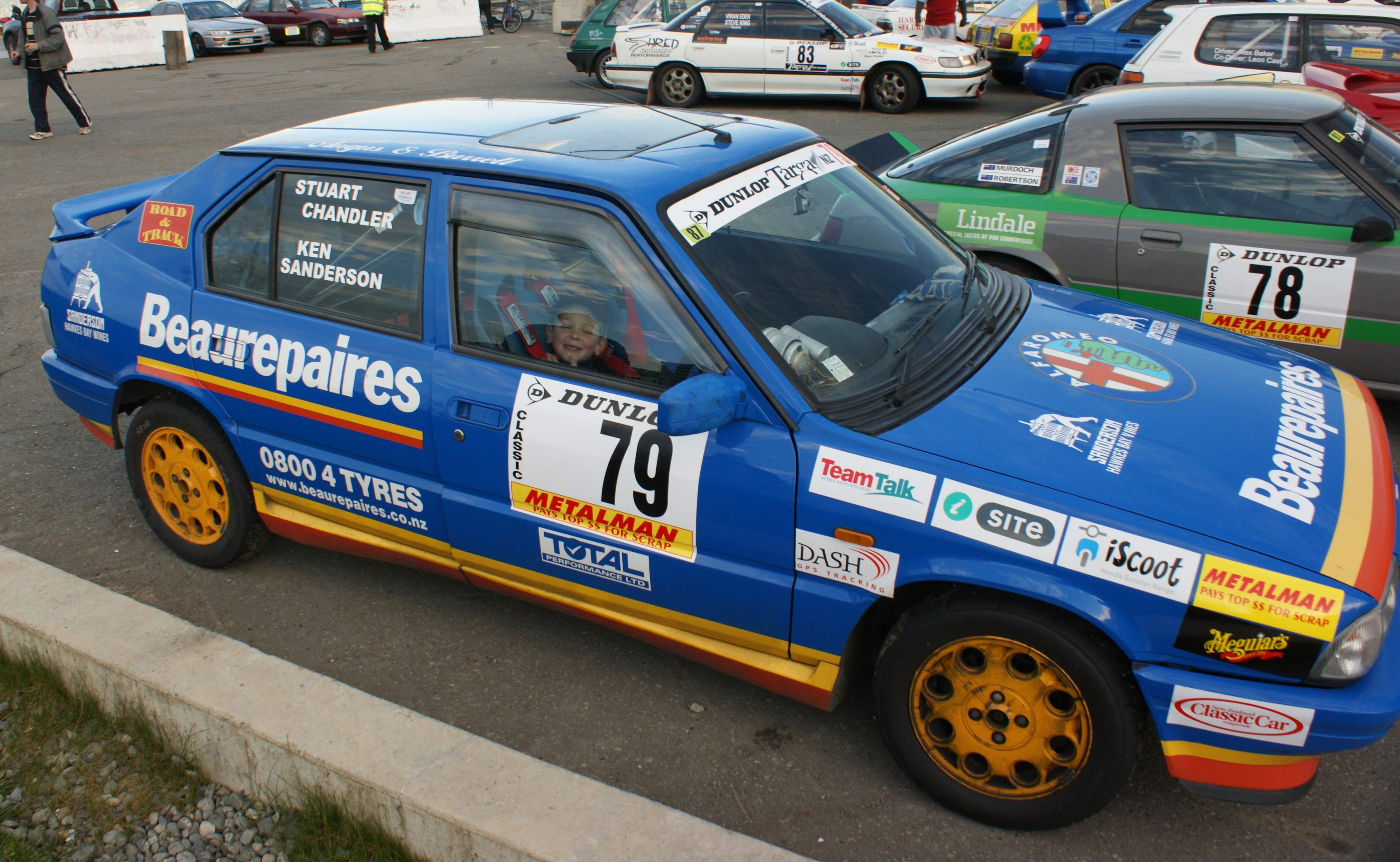
Alfa Romeo 33 versione rally

Negli anni ottanta l'Alfa Romeo continuò a partecipare al campionato di Formula 1 con le monoposto 182, 183T, 184T e 185T. Furono schierate dal 1982 al 1985 con scarse soddisfazioni e senza vincere neppure un Gran Premio. Il miglior risultato della casa del Biscione ottenuto nel suo ritorno in Formula 1 fu il sesto posto nel campionato costruttori del 1983. Per la stagione 1987 l'Alfa Romeo firmò un contratto con la Ligier per la fornitura di propulsori. Questo accordo fu però annullato dopo l'acquisizione della casa del Biscione da parte del gruppo Fiat. L'Alfa Romeo costruì anche propulsori per l'Osella dal 1983 al 1988, e questa fu la sua ultima apparizione in Formula 1.
Negli anni ottanta arrivarono i successi in Formula 3. In questo campionato l'Alfa Romeo ha vinto complessivamente (come fornitrice di motori) dieci campionati europei, cinque Coppe Europa e una ventina di campionati nazionali organizzati in Italia, Francia, Germania, Svizzera e Scandinavia
I motori del Biscione ottennero anche delle vittorie in Sud America, dove l'Alfa Romeo vinse diversi campionati sudamericani di Formula 3.
In questo decennio l'Alfa Romeo continuò la partecipazione ai rally con la 75 e la 33. Nel campionato del mondo di rally le vetture della casa automobilistica del Biscione si piazzarono al decimo posto nel 1984 ed al quattordicesimo nel 1985.
Tra il 1982 e il 1985, con la GTV6, l'Alfa Romeo conquistò altri quattro campionati europei turismo, questa volta consecutivi. Negli anni ottanta la casa del Biscione si aggiudicò anche diversi campionati nazionali turismo grazie alle vittorie conquistate dalla 75.

### Anni novanta e duemila

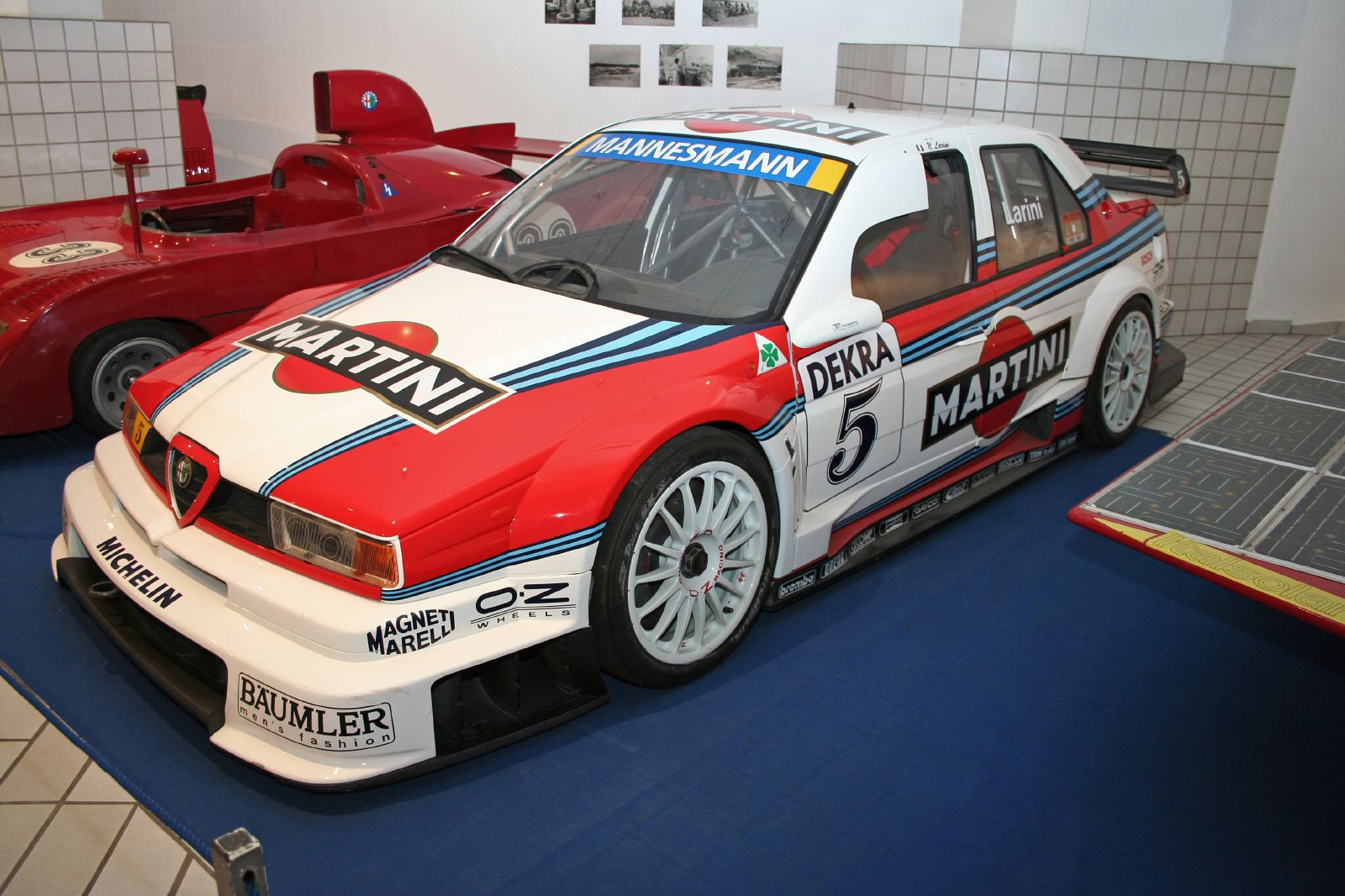
Alfa Romeo 155 V6 TI DTM

Gli anni novanta sono stati il periodo di maggior successo della 155 nei campionati nazionali turismo. Nel 1993 esordì la 155 V6 TI DTM, ovvero una versione che disponeva della trazione integrale e di un motore V6 da 2500 cm³ capace di erogare 420 CV di potenza. Nell'anno del debutto, la vettura vinse con Nicola Larini il Deutsche Tourenwagen Masters (DTM) interrompendo il dominio delle vetture tedesche.
Gli anni duemila furono invece il decennio delle vittorie della 156. Con essa la casa del Biscione si è aggiudicata, oltre alcuni campionati minori, quattro titoli europei turismo piloti dal 2000 al 2003 e tre campionati europei turismo marche dal 2000 al 2002.

### Anni duemiladieci e duemilaventi

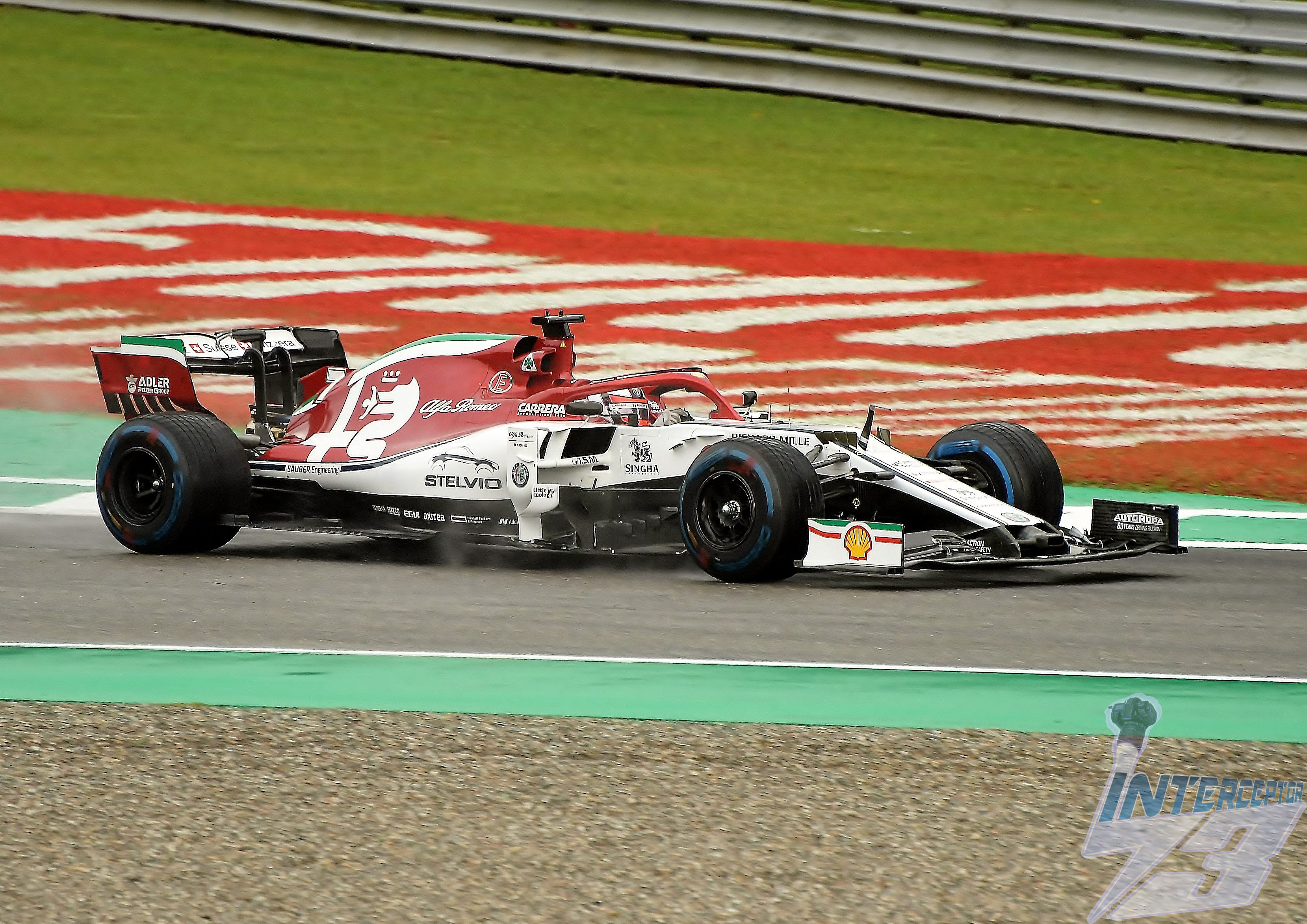
L'Alfa Romeo C38 al Gran Premio d'Italia 2019

Nel novembre 2017 è stato annunciato da Sergio Marchionne il ritorno del marchio Alfa Romeo in Formula 1 per la stagione 2018, come title sponsor del team Sauber, con il quale la casa italiana ha portato avanti anche una cooperazione tecnologica, tecnica e commerciale.
Ciò ha determinato un cambio del nome ufficiale del team svizzero, che è stato rinominato Alfa Romeo Sauber F1 Team; dal punto di vista dell'immagine, la livrea delle vetture elvetiche è caratterizzata dallo storico Rosso Alfa abbinato al bianco e dal marchio della casa del Biscione.
Nel campionato mondiale di Formula 1 2019 la scuderia cambia nome in Alfa Romeo Racing, con la scomparsa del marchio Sauber, e la livrea della nuova vettura, la C38, presenta lo storico logo del Quadrifoglio Alfa Romeo.
A partire dall'edizione 2020 della Formula 1, a seguito di un ulteriore accordo di sponsorizzazione con la compagnia petrolifera polacca PKN Orlen, il team viene rinominato Alfa Romeo Racing ORLEN. Dall'edizione 2024 l'Alfa Romeo lascia la F1.

## Gli "alfisti"
Il termine "alfista", che nacque con la Giulietta negli anni cinquanta, definisce un conducente di una vettura Alfa Romeo oppure un appassionato del marchio del Biscione. Nel corso degli anni gli alfisti hanno costituito, sia in Italia che in altri Paesi, numerosi club. Ad Arese ha sede il RIAR (acronimo di "Registro Italiano Alfa Romeo"), che è il club ufficiale dell'Alfa Romeo.
Tra gli alfisti "immaginari", presenti nelle opere di finzione, degno di nota è Paolo Bitta, uno dei personaggi protagonisti della sitcom italiana Camera Café, interpretato da Paolo Kessisoglu, caratterizzato dal non riuscire nemmeno ad avvicinarsi ad automobili di marchi diversi da quello di Arese.

## Alfa Romeo in dotazione alle forze dell'ordine

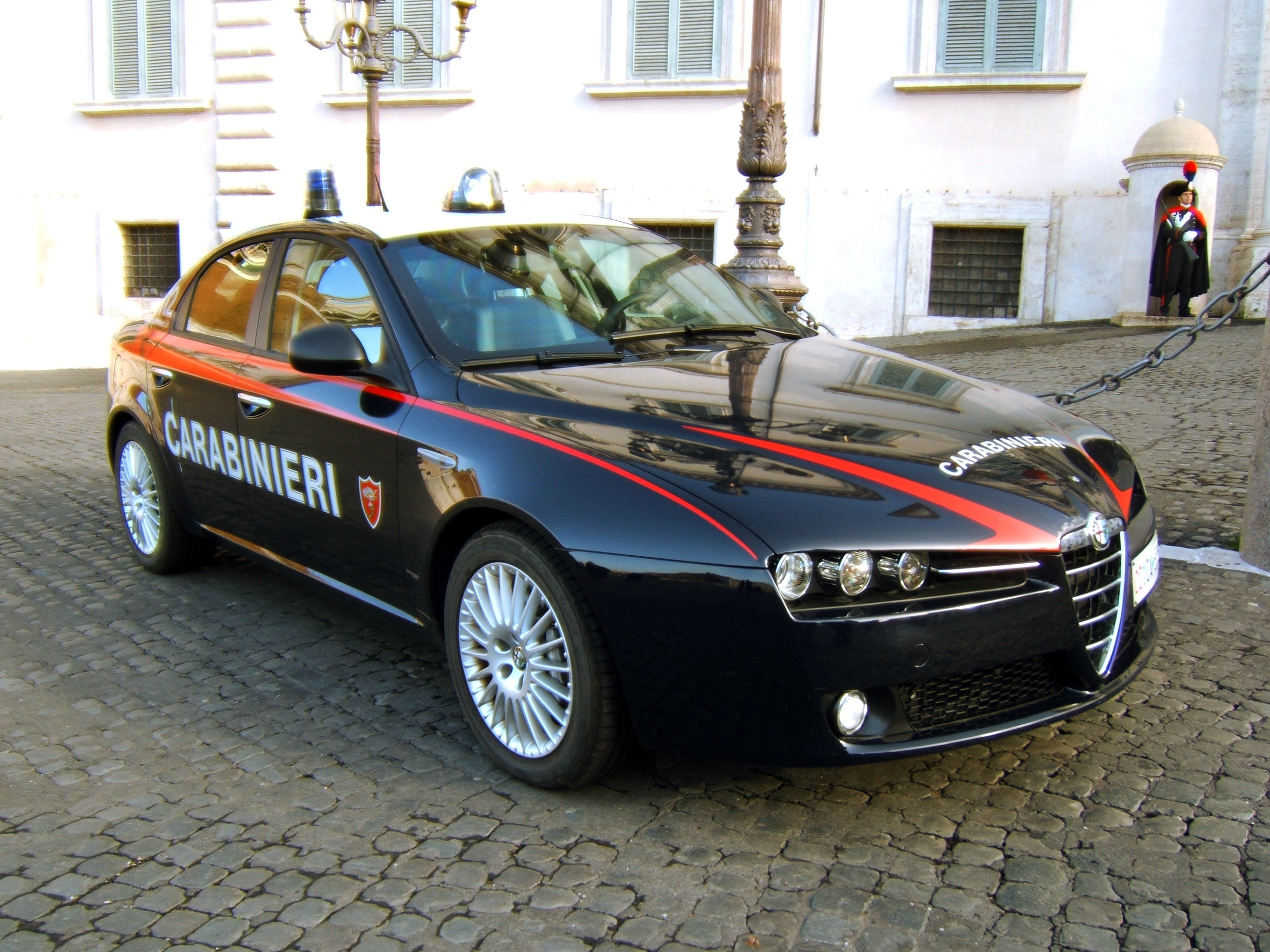
Alfa Romeo 159 in dotazione all'Arma dei Carabinieri

Le Alfa Romeo sono sempre state tra le automobili più utilizzate dai corpi di pubblica sicurezza italiani; tale tradizione iniziò negli anni cinquanta con l'acquisto di alcune vetture da parte della Polizia di Stato. Il primo modello utilizzato come auto di servizio fu la 1900, che venne soprannominata "Pantera" per via del colore nero prescelto, delle forme aggressive e delle prestazioni scattanti; tale soprannome, negli anni, diventò molto popolare per indicare le auto della Polizia in generale. Le Alfa Romeo utilizzate da tale corpo di polizia cambiarono però livrea già alla fine degli anni cinquanta diventando di colore verde chiaro. Nel 1975 mutarono nuovamente colorazione divenendo azzurre e bianche, livrea usata tuttora.

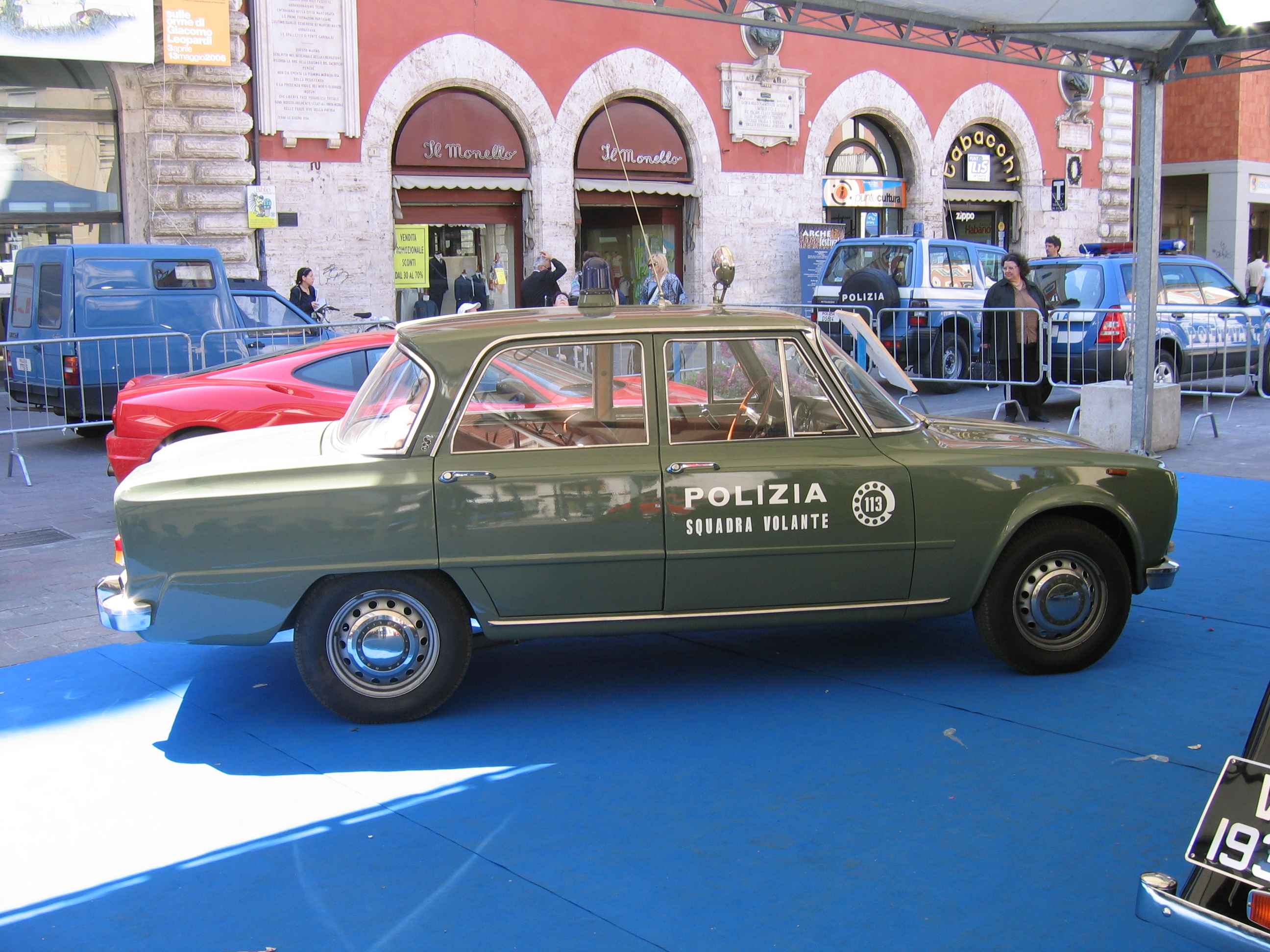
Alfa Romeo Giulia versione volante della Polizia di Stato

La prima vettura acquistata dall'Arma dei Carabinieri fu invece la Matta, che fu acquistata anche dalla Polizia di Stato. Fu poi la volta della Giulietta, che venne utilizzata anch'essa da entrambi i corpi di polizia. I modelli in dotazione negli anni sessanta furono invece la Giulia e la 2600: la prima era fornita ad entrambi i corpi, mentre la seconda alla sola Polizia. Nel decennio citato si cominciò a chiamare le vetture dei militari dell'Arma con il soprannome "Gazzella", scelto per sottolineare, anche in questo caso, le prestazioni scattanti. Per quanto riguarda la loro livrea, le auto in servizio all'Arma dei Carabinieri passarono, nel 1969, dall'originale colore caki a una livrea blu scuro. I modelli Alfa Romeo che furono in dotazione ai due corpi di polizia nei decenni successivi furono l'Alfasud, l'Alfetta, la Nuova Giulietta, la 33, la 75, la 90, la 155, la 156 e la 159.
Autovetture Alfa Romeo sono fornite anche ad altri corpi di polizia e sicurezza italiani quali la Guardia di Finanza, la Polizia penitenziaria, il Corpo forestale dello Stato, la Polizia provinciale, la Polizia municipale e i vigili del fuoco.
Vetture della casa del Biscione sono state anche utilizzate da molte forze dell'ordine non italiane. In ambito europeo, modelli Alfa Romeo sono stati adoperati come auto di servizio da varie forze dell'ordine tra cui quelle sammarinesi, maltesi, svizzere, tedesche, belghe, olandesi ed ucraine. La casa del Biscione ha venduto per decenni i suoi modelli alle polizie europee a partire dalla Giulia fino ad arrivare alla 156. Vetture Alfa Romeo sono state utilizzate anche in Oceania ed in Asia: la 156, la GT e la MiTo sono state ad esempio vendute alla polizia australiana, mentre la 164 a quella di Taiwan. Anche in Nordafrica sono stati adottati modelli Alfa Romeo: la 147, ad esempio, è stata auto di servizio della polizia tunisina.

## Musei

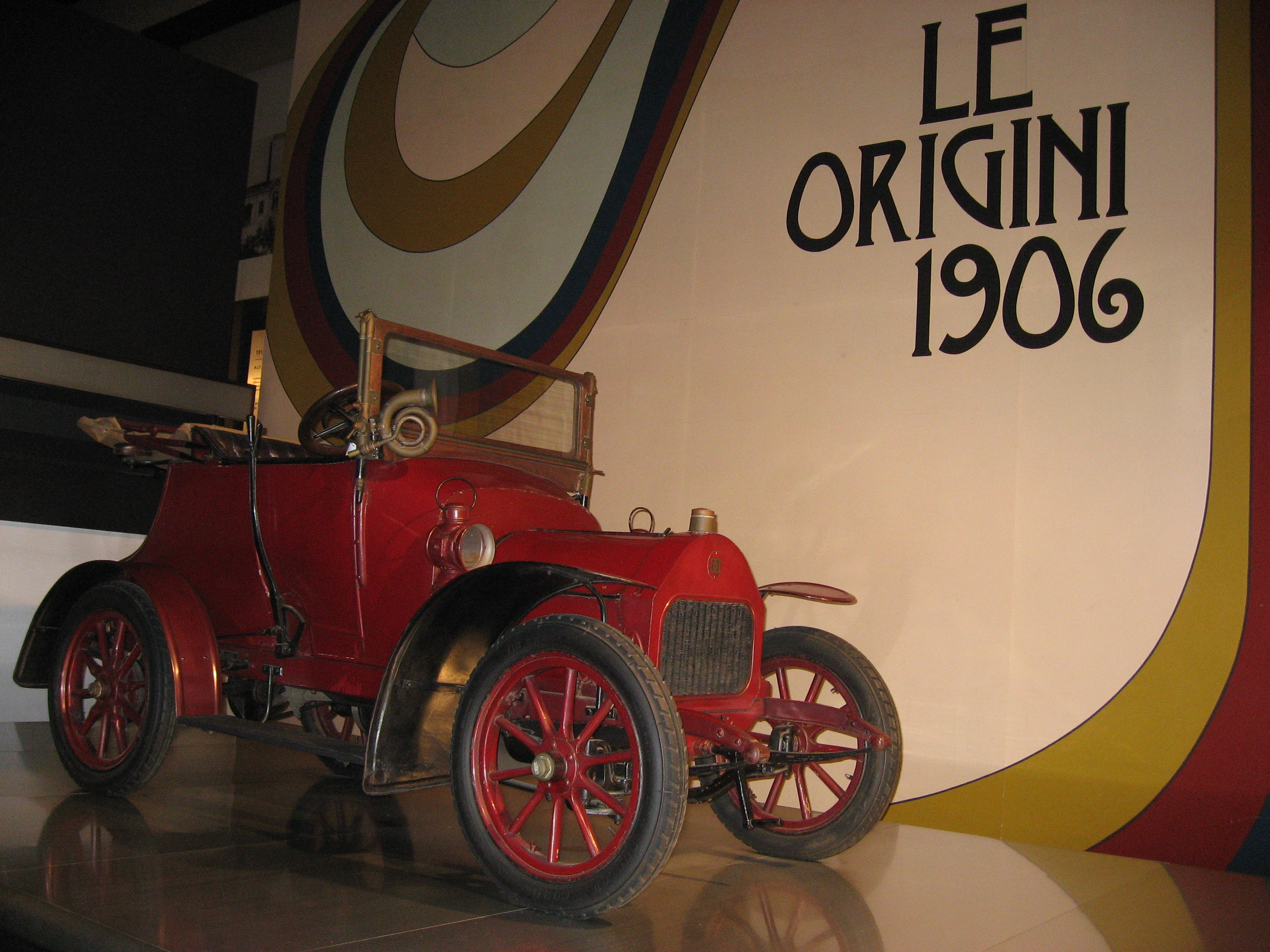
Una Darracq 8/10 HP esposta al museo storico Alfa Romeo

Il museo storico dell'Alfa Romeo, fortemente voluto da Giuseppe Luraghi, è stato aperto il 18 dicembre 1976 ed è situato all'interno dell'area dell'ex stabilimento di Arese nei pressi del Centro Direzionale. Si sviluppa su sei livelli e copre una superficie di 4.800 m³. Dopo essere stato chiuso al pubblico dal febbraio 2011, il museo è stato riaperto il 30 giugno 2015.
L'Alfa Romeo è proprietaria di 250 vetture e 150 motori storici. Di questi, 110 modelli, 25 motori automobilistici e 15 propulsori aeronautici sono esposti al museo di Arese, che possiede almeno un esemplare di ogni vettura assemblata dalla casa del Biscione. Il parco auto del museo comprende auto prodotte in serie, modelli da competizione, prototipi e concept car, e il 60% di essi è ancora funzionante. Molte di queste vetture sono pezzi unici. Il museo di Arese ospita anche foto d'epoca e manifesti promozionali che sono stati raccolti dal "Centro Documentazione Storica".
Un altro spazio di rilievo che espone autovetture della casa del Biscione è il museo Alfa Romeo "Fratelli Cozzi" di Legnano, nella città metropolitana di Milano, ospitato nel piano interrato dell'omonimo concessionario. Quest'ultimo, che è stato aperto nel 1955, è il più antico concessionario Alfa Romeo del mondo ancora in attività. Il museo, fortemente voluto da Pietro Cozzi, fondatore del concessionario, è stato aperto nel 2015 e ospita una cinquantina di modelli Alfa Romeo, tra cui due esemplari con caratteristiche uniche: la 155 2.0 turbo 16v Q4 che nel 1992 conquistò il record mondiale di velocità - per la sua categoria - sul Bonneville Speedway e la sola Giulia TI Super realizzata con colorazione fumo di Londra, che è una gradazione di grigio particolarmente in voga all'epoca.

## Sponsorizzazioni

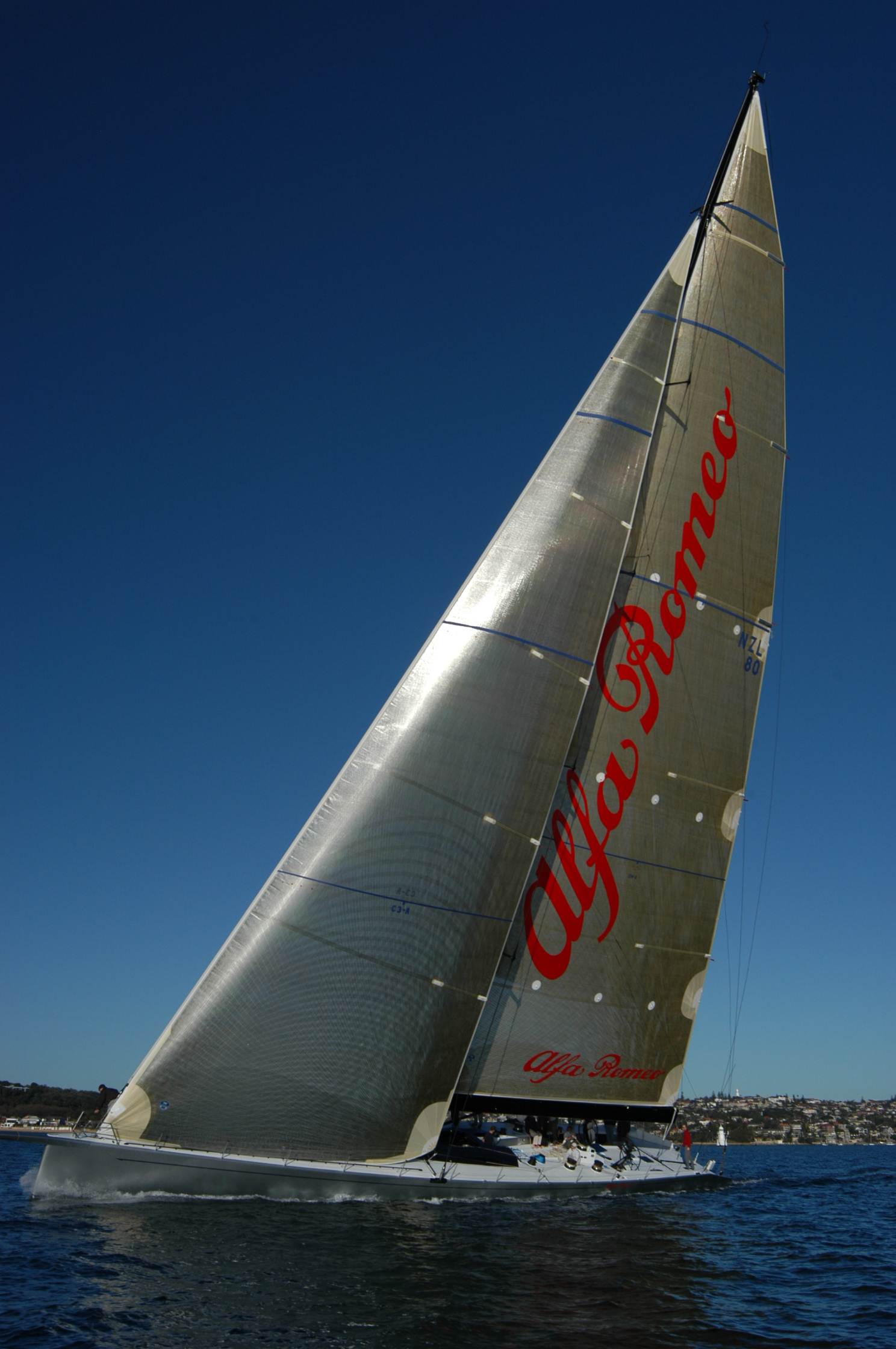
L'Alfa Romeo II

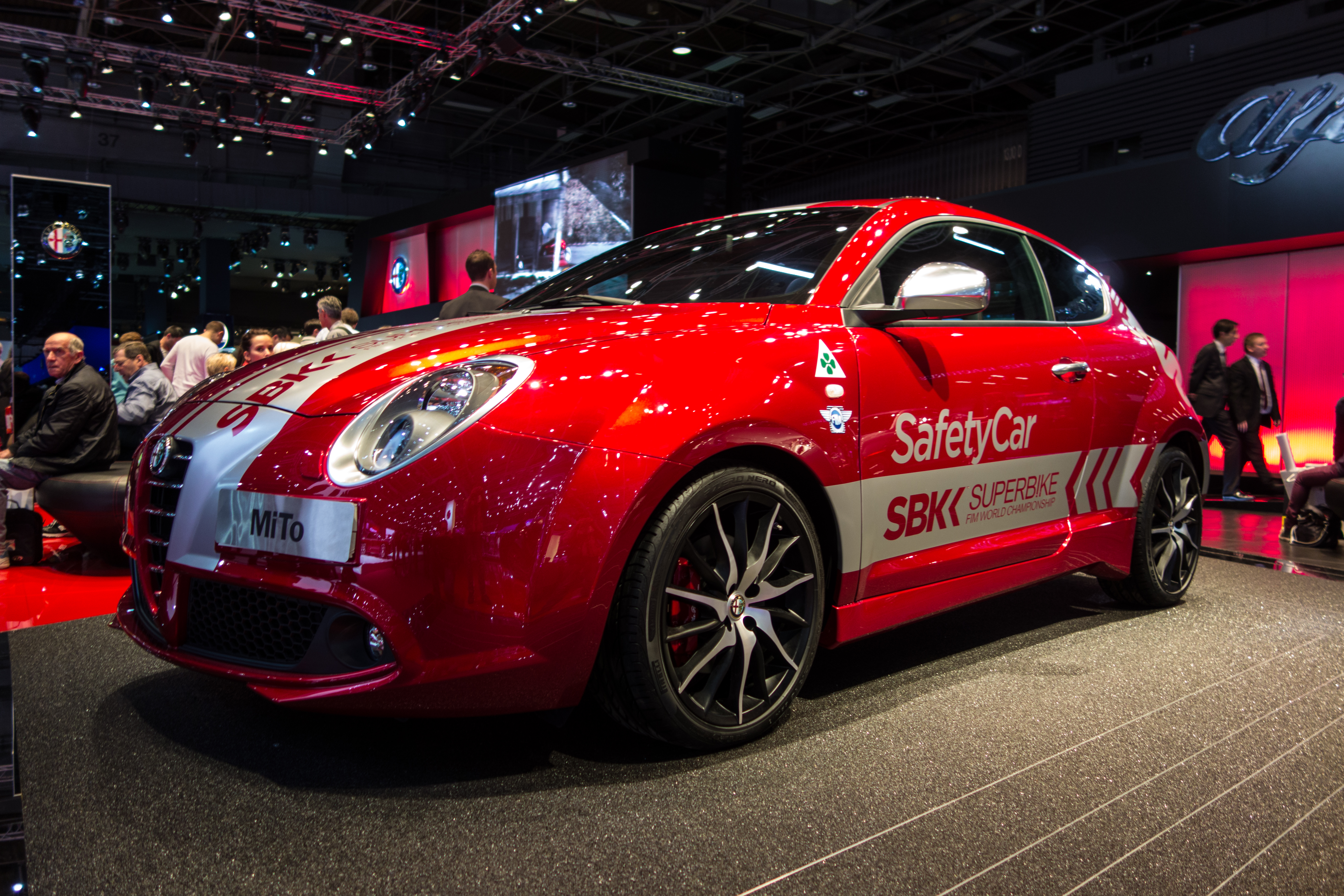
Alfa Romeo MiTo equipaggiata come safety car del campionato mondiale Superbike

L'Alfa Romeo ha sponsorizzato molti eventi sportivi. Nel 2010, per il centenario di fondazione, ha sponsorizzato la rievocazione storica della Mille Miglia con l'iscrizione di cinque modelli provenienti dal museo storico Alfa Romeo. Nell'ambito della stessa ricorrenza ha anche patrocinato il Goodwood Festival of Speed, evento che aveva già sostenuto in precedenza.
Dal 2007 al 2016 l'Alfa Romeo ha sponsorizzato e fornito le safety car al campionato mondiale Superbike. I modelli che si sono avvicendati in questo ruolo sono la 159 Sportwagon, la MiTo, la Giulietta e la 4C. Sempre nel mondo delle due ruote, per lunga parte degli anni duemila, l'Alfa Romeo si è legata come sponsor e fornitore alla Ducati (sia nelle derivate di serie che in MotoGP).
La casa del Biscione si è impegnata anche nella nautica sponsorizzando barche a vela. Nel 2002 è stata varata l'omonima imbarcazione che ha conquistato 74 regate, inclusa la Sydney-Hobart del 2002. L'evoluzione del natante, battezzata Alfa Romeo II, è stata commissionata nel 2005 e misurava 30 m di lunghezza: questa barca a vela nel 2009 ha infranto il record di traversata per monoscafi relativo alla regata Transpacific Yacht Race, compiendo l'attraversamento in 5 giorni, 14 ore, 36 minuti e 20 secondi, e si è aggiudicata nuovamente la Sydney-Hobart.  A metà del 2008 è stata varata l'Alfa Romeo III. Tale imbarcazione misurava 21,4 m di lunghezza totale e i suoi interni si ispiravano all'8C Competizione.
Nel 2008 Alfa Romeo sarebbe dovuta essere presente come sponsor sulla KTM di Matteo Graziani al via della Parigi-Dakar, salvo il successivo annullamento della gara.
Dal 2013-2014 il marchio Alfa Romeo è presente anche nel mondo del calcio. Ha debuttato infatti come sponsor di maglia sulle divise dell'Eintracht Francoforte, club tedesco della Bundesliga. Dal 2017-2018 è diventata sponsor ufficiale della squadra di calcio spagnola del Valencia CF.